# Lista gatunków z rodzaju Dendrobium
Lista gatunków z rodzaju dendrobium (Dendrobium Sw.) – lista ponad 1,5 tysiąca gatunków należących do rodzaju roślin z rodziny storczykowatych (Orchidaceae Juss.).
Wykaz gatunków
- Dendrobium abbreviatum Schltr.
- Dendrobium aberrans Schltr.

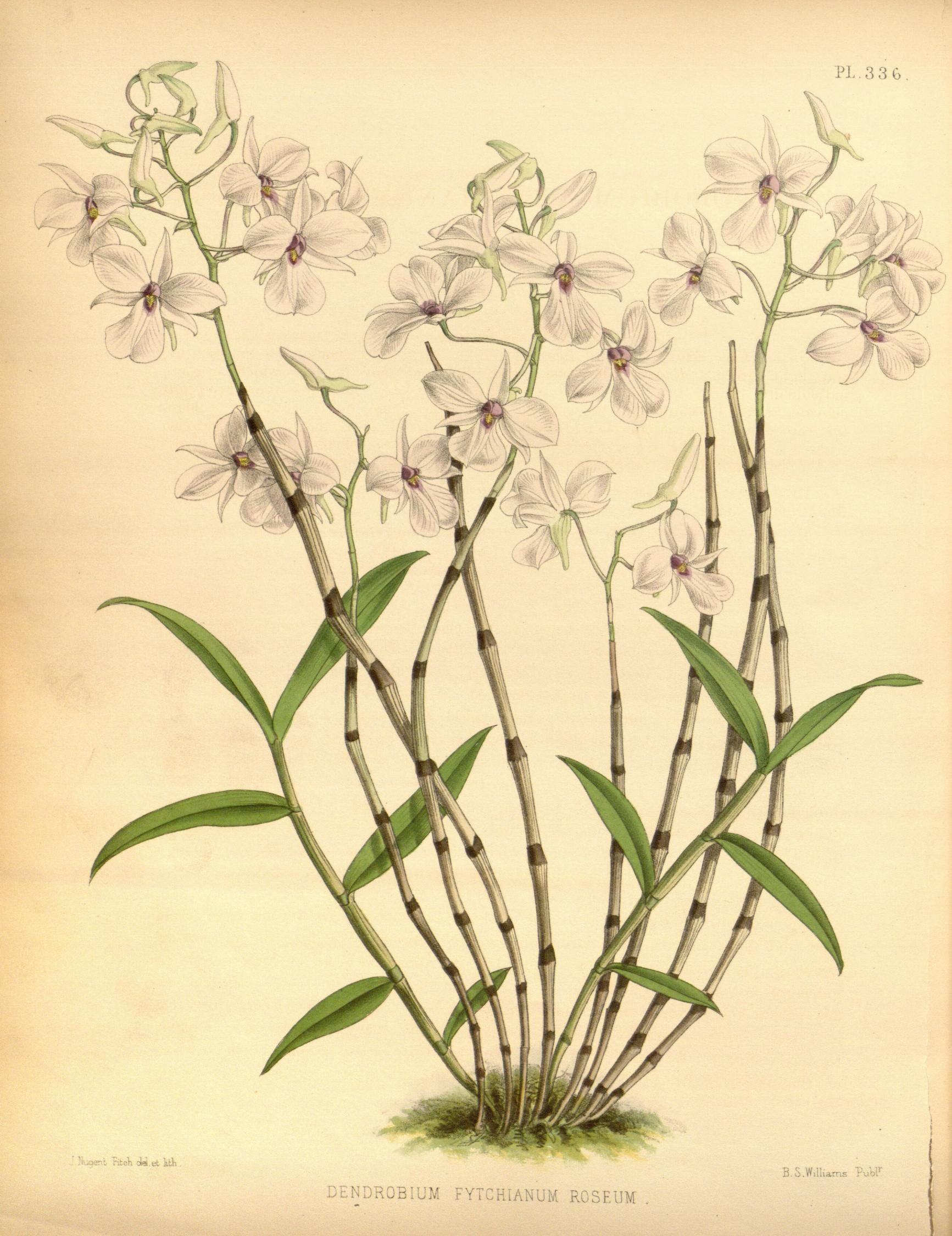
Dendrobium fytchianum

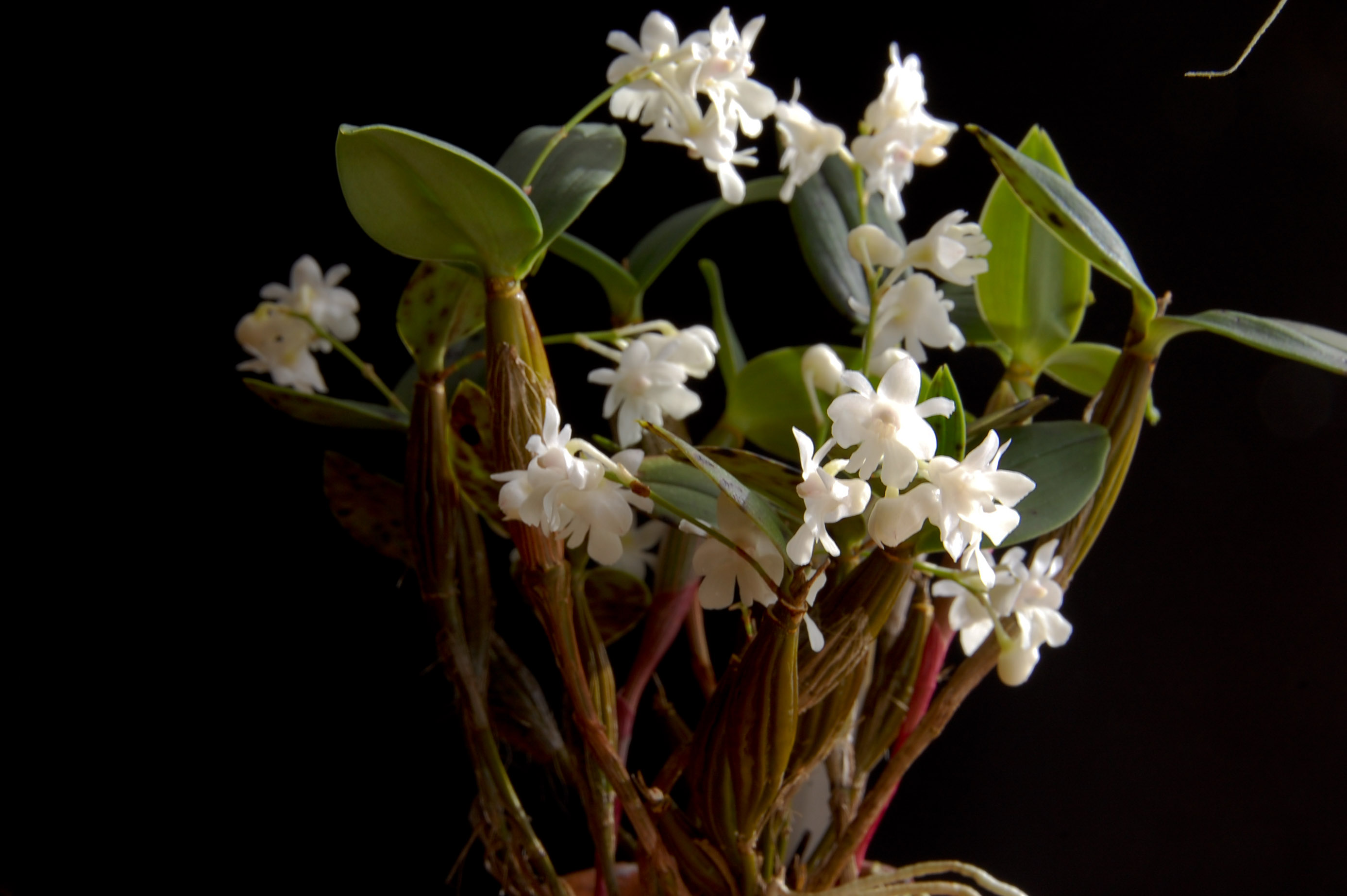
Dendrobium aberrans

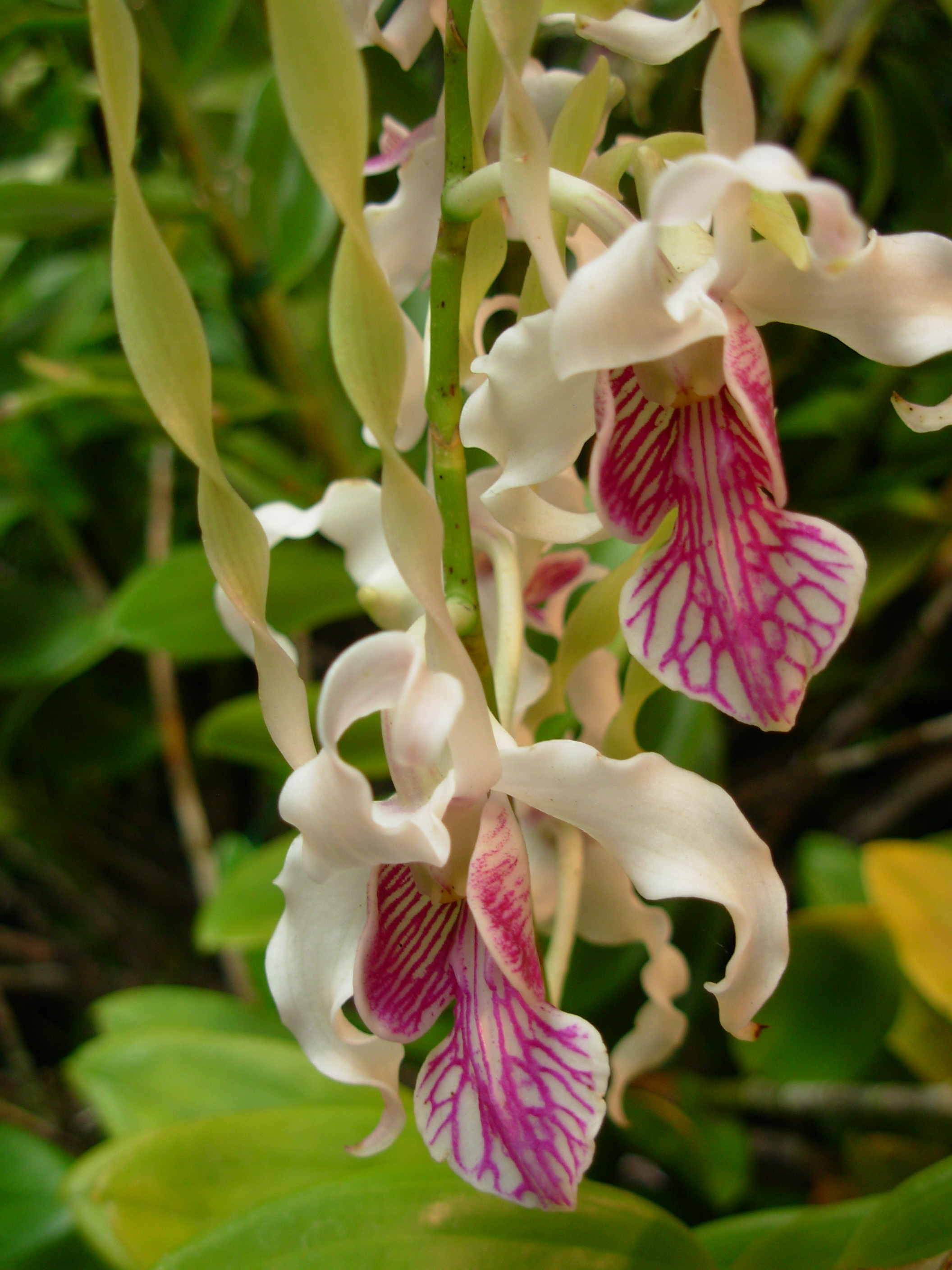
Dendrobium antennatum

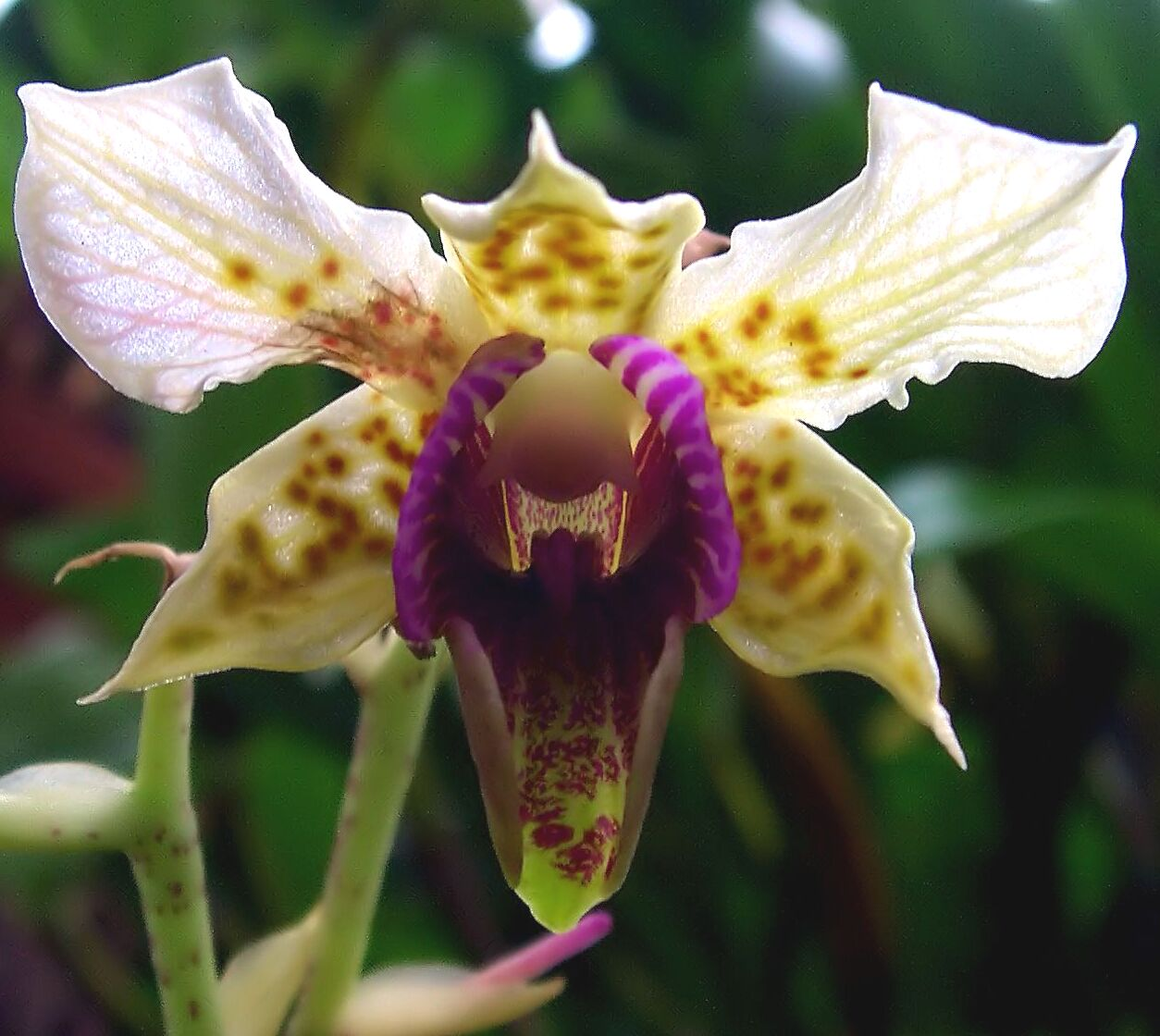
Dendrobium atroviolaceum

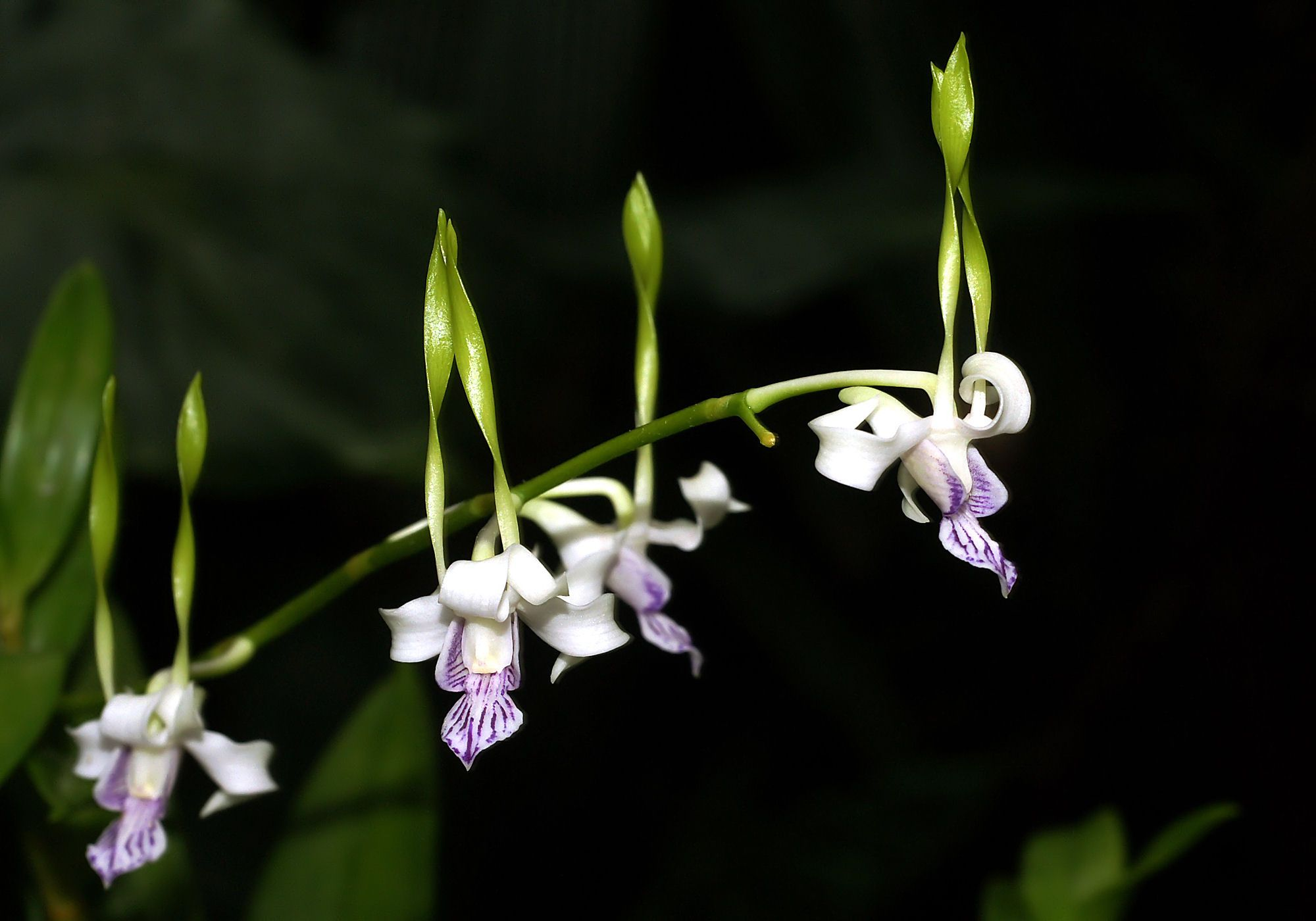
Dendrobium attenuatum

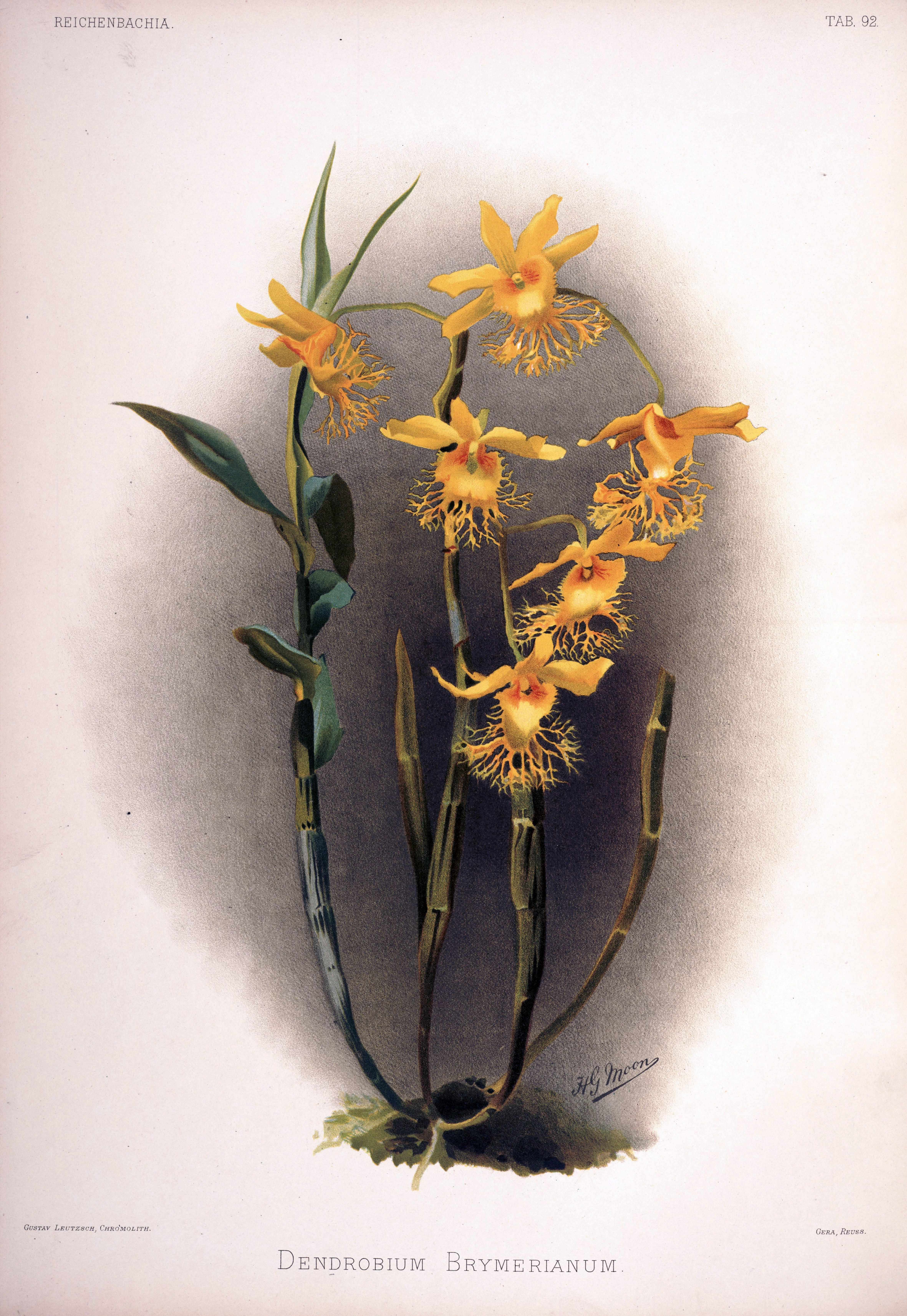
Dendrobium brymerianum

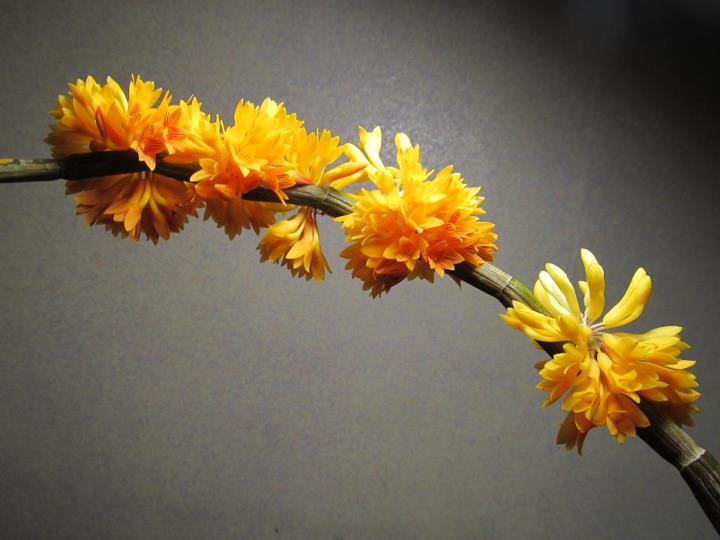
Dendrobium bullenianum

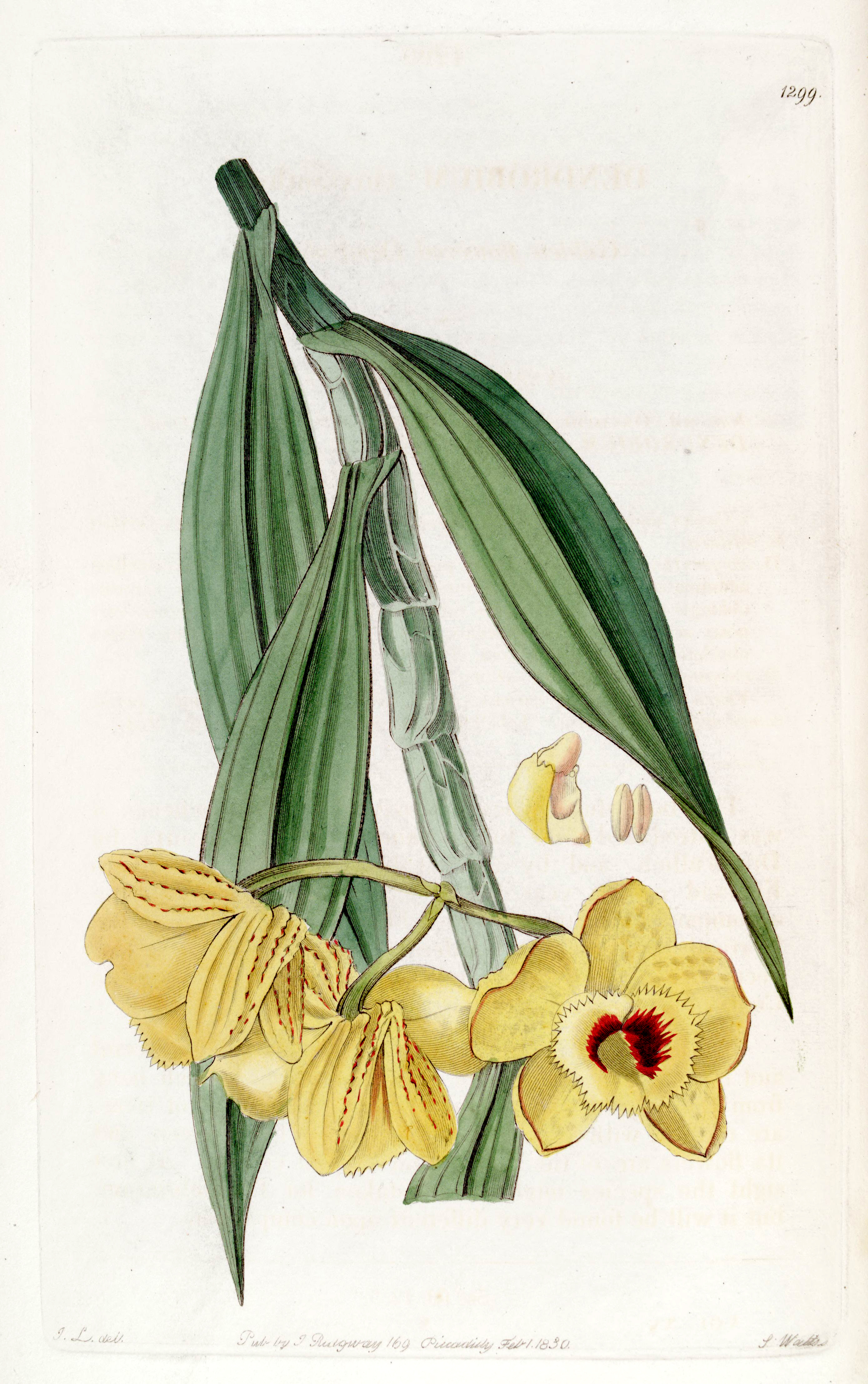
Dendrobium chrysanthum

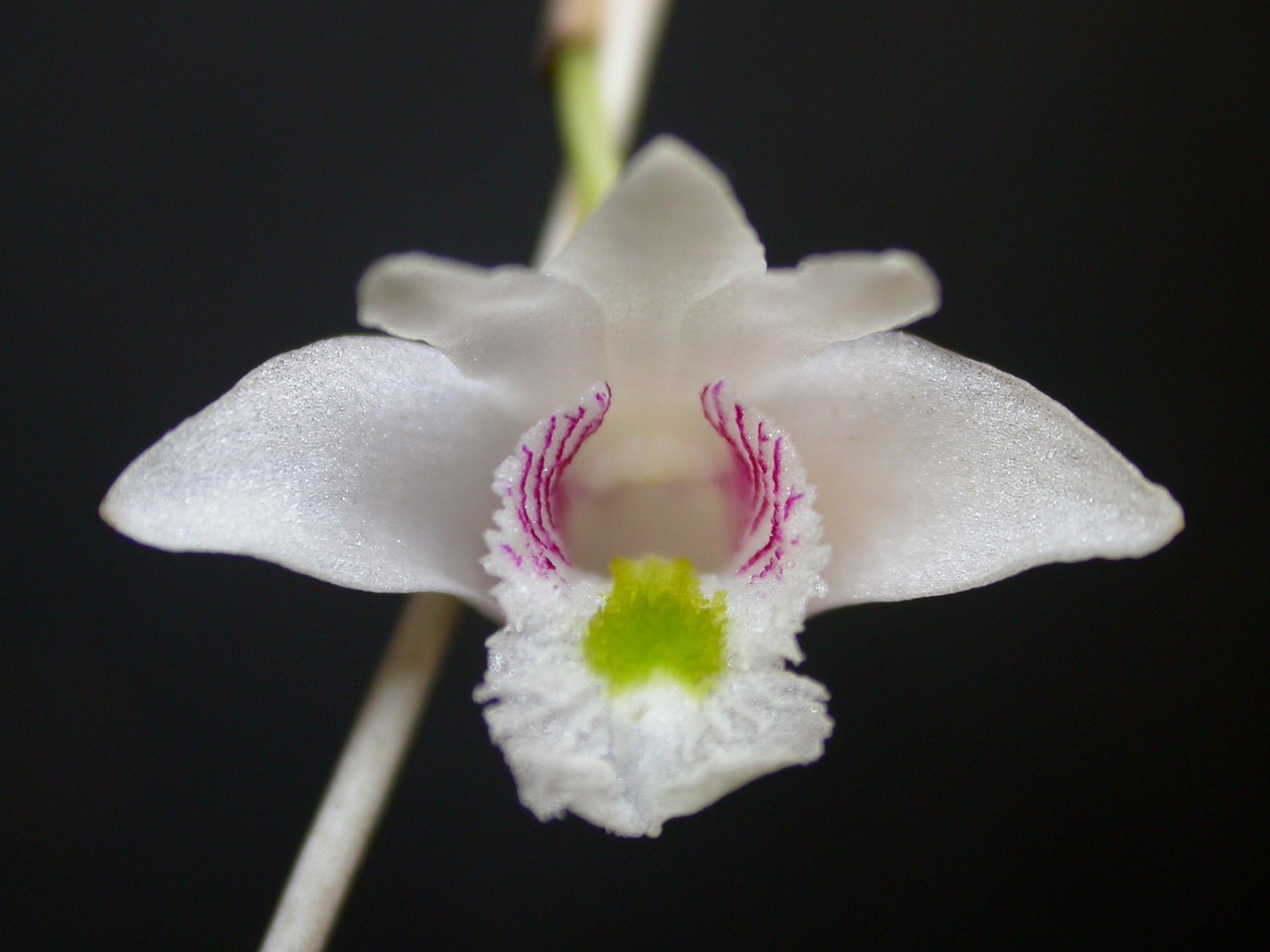
Dendrobium clavator

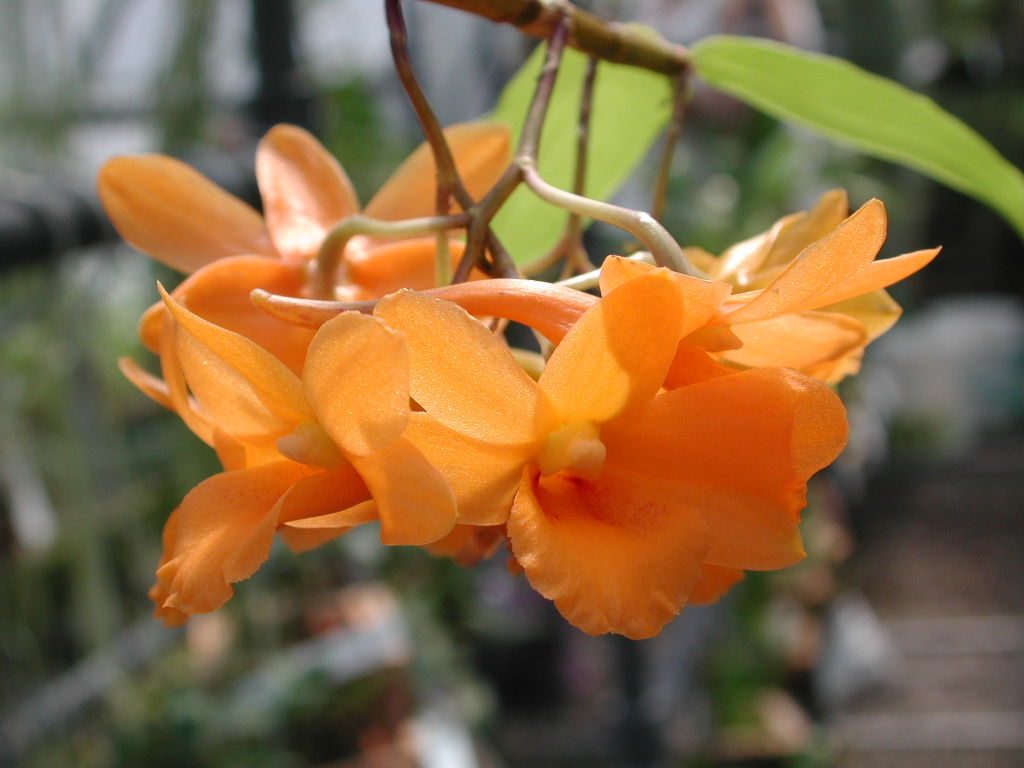
Dendrobium crocatum

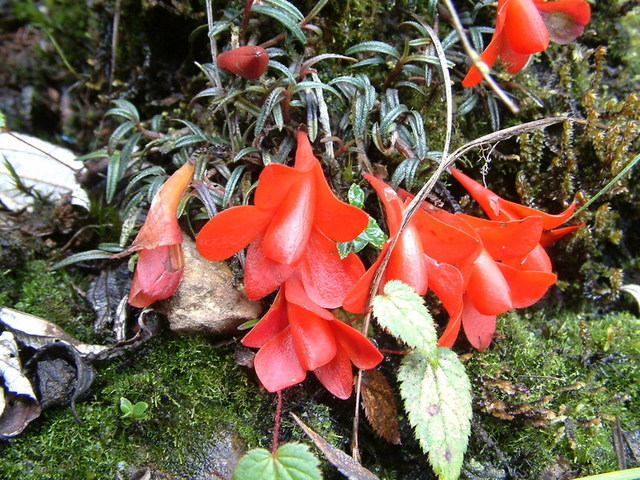
Dendrobium cuthbertsonii

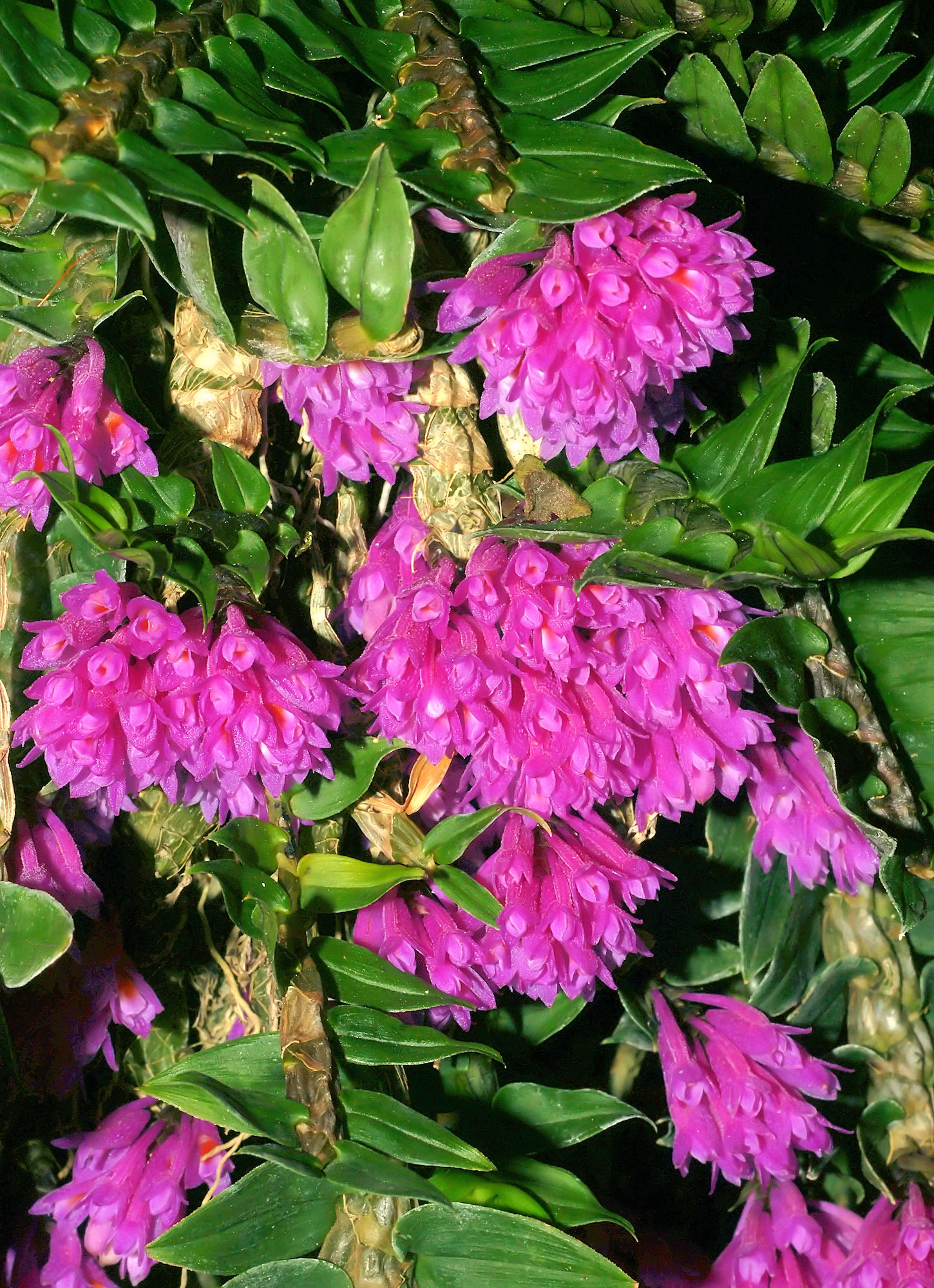
Dendrobium dichaeoides

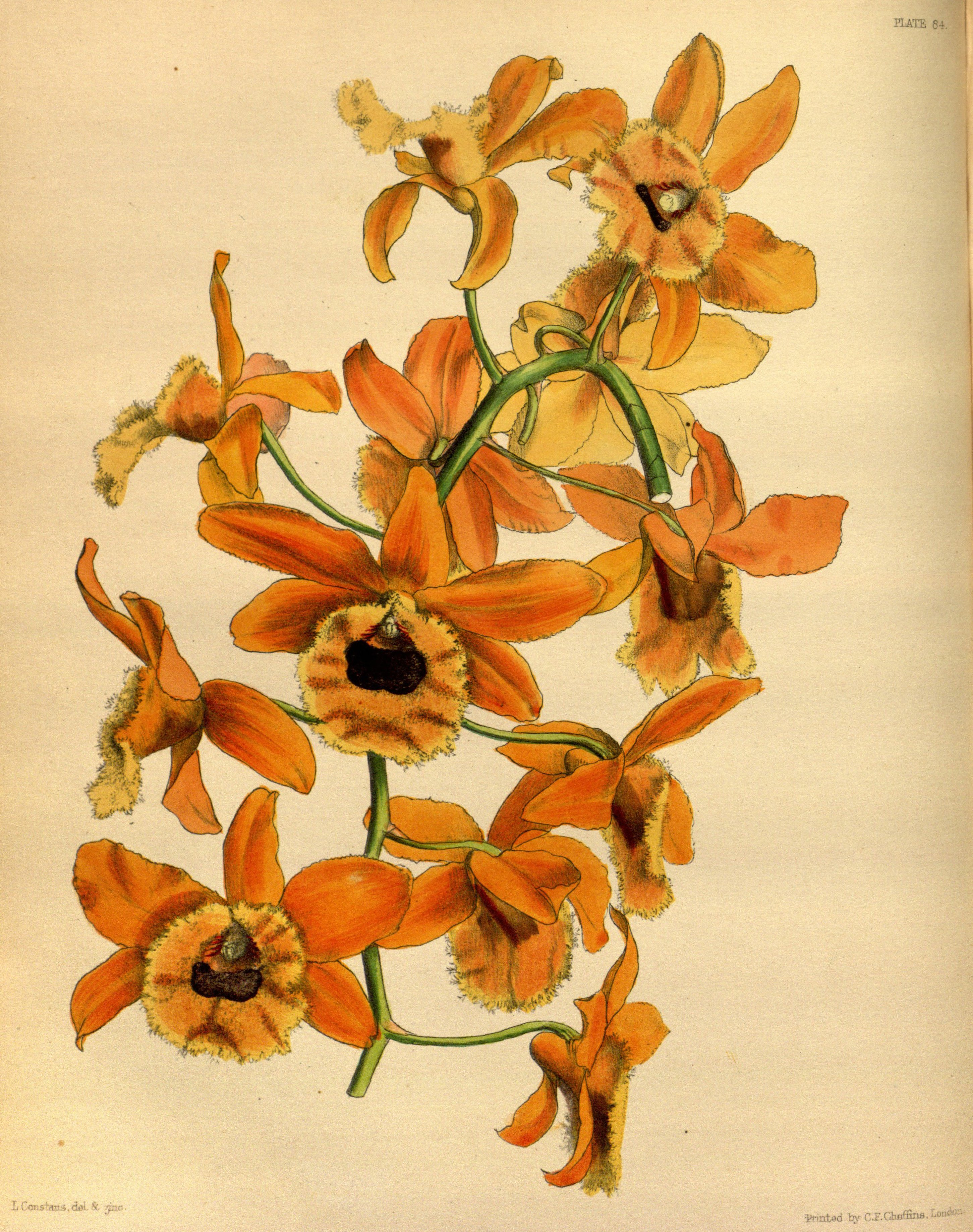
Dendrobium fimbriatum

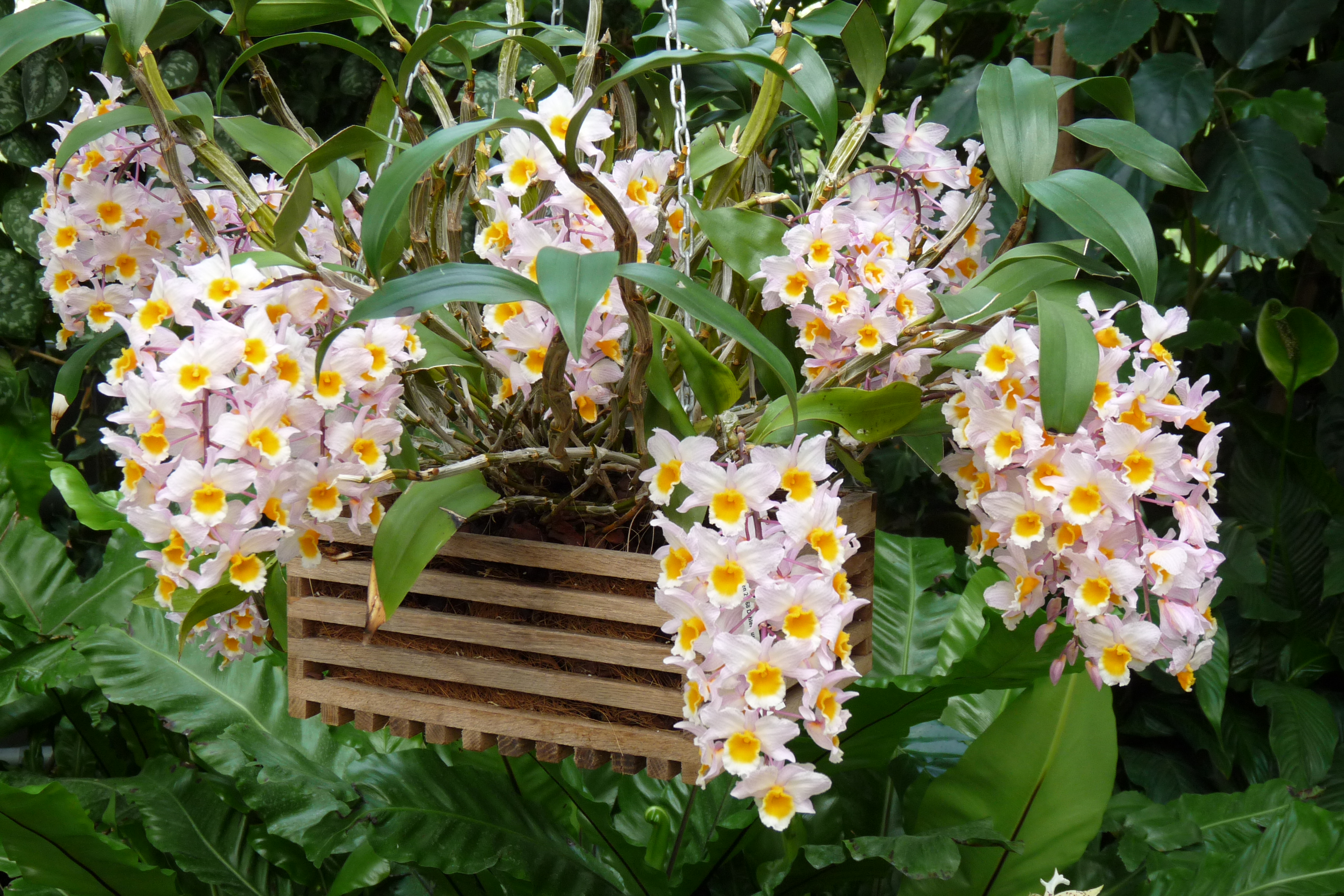
Dendrobium farmeri

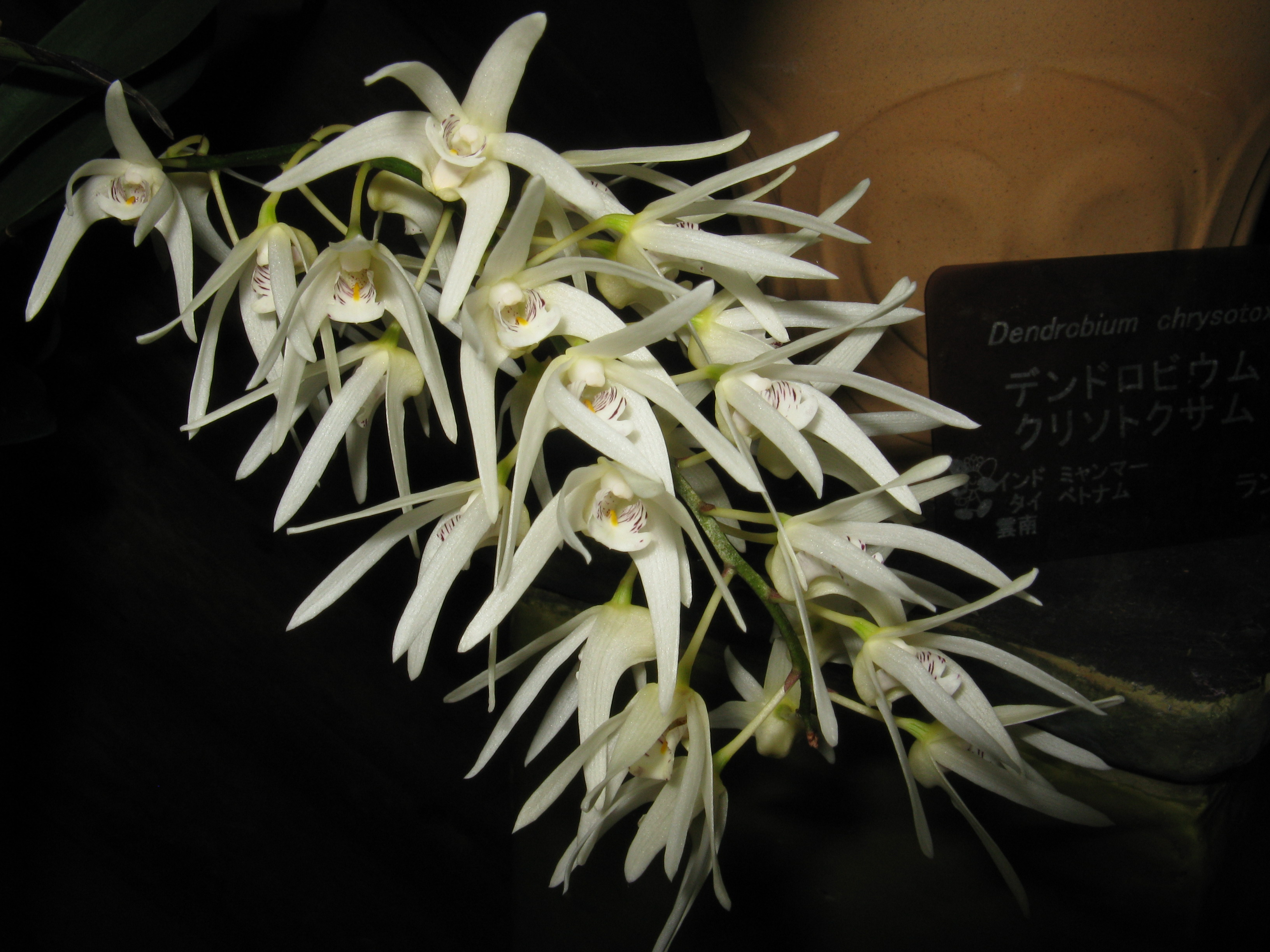
Dendrobium jonesii

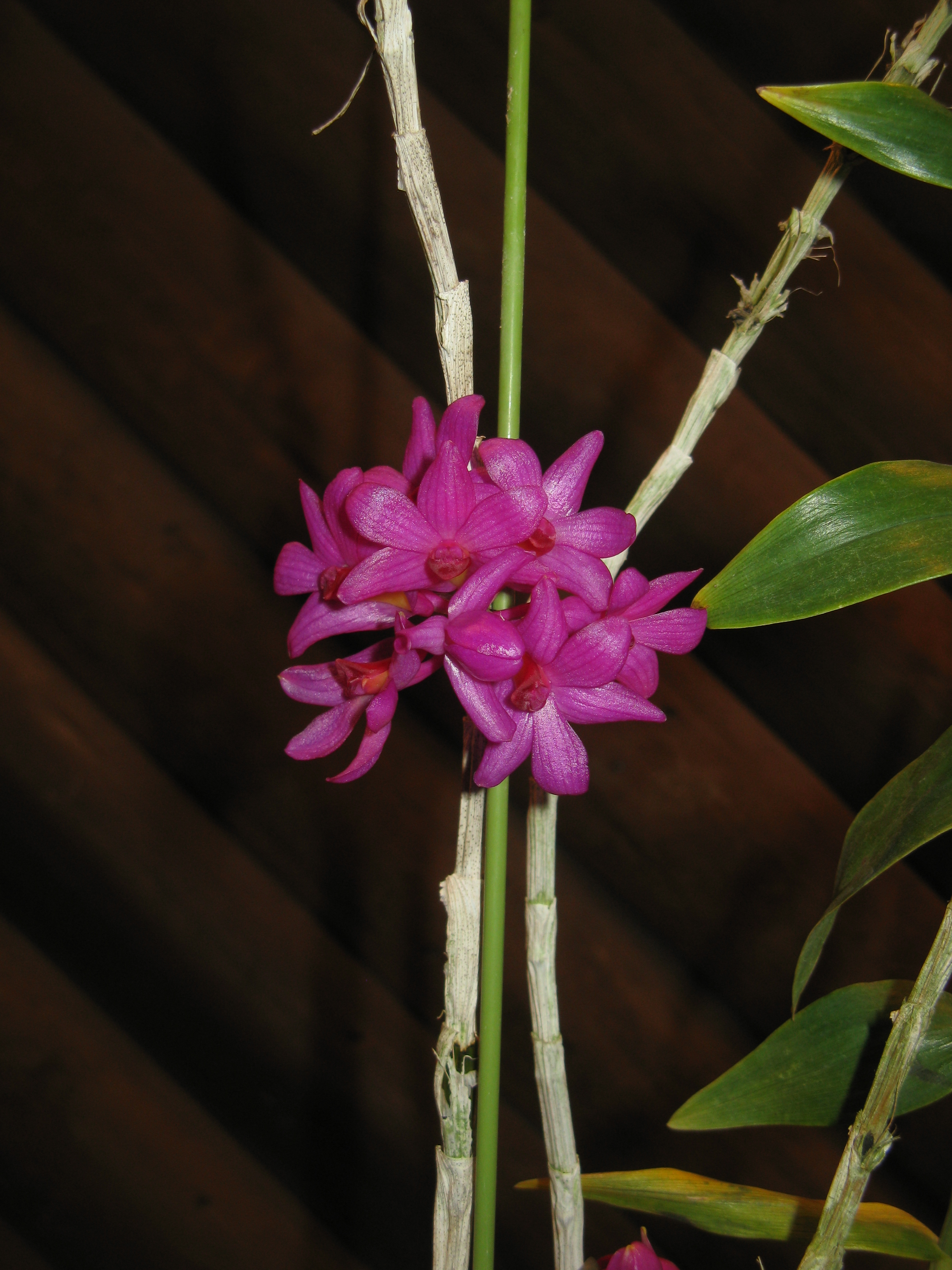
Dendrobium glomeratum

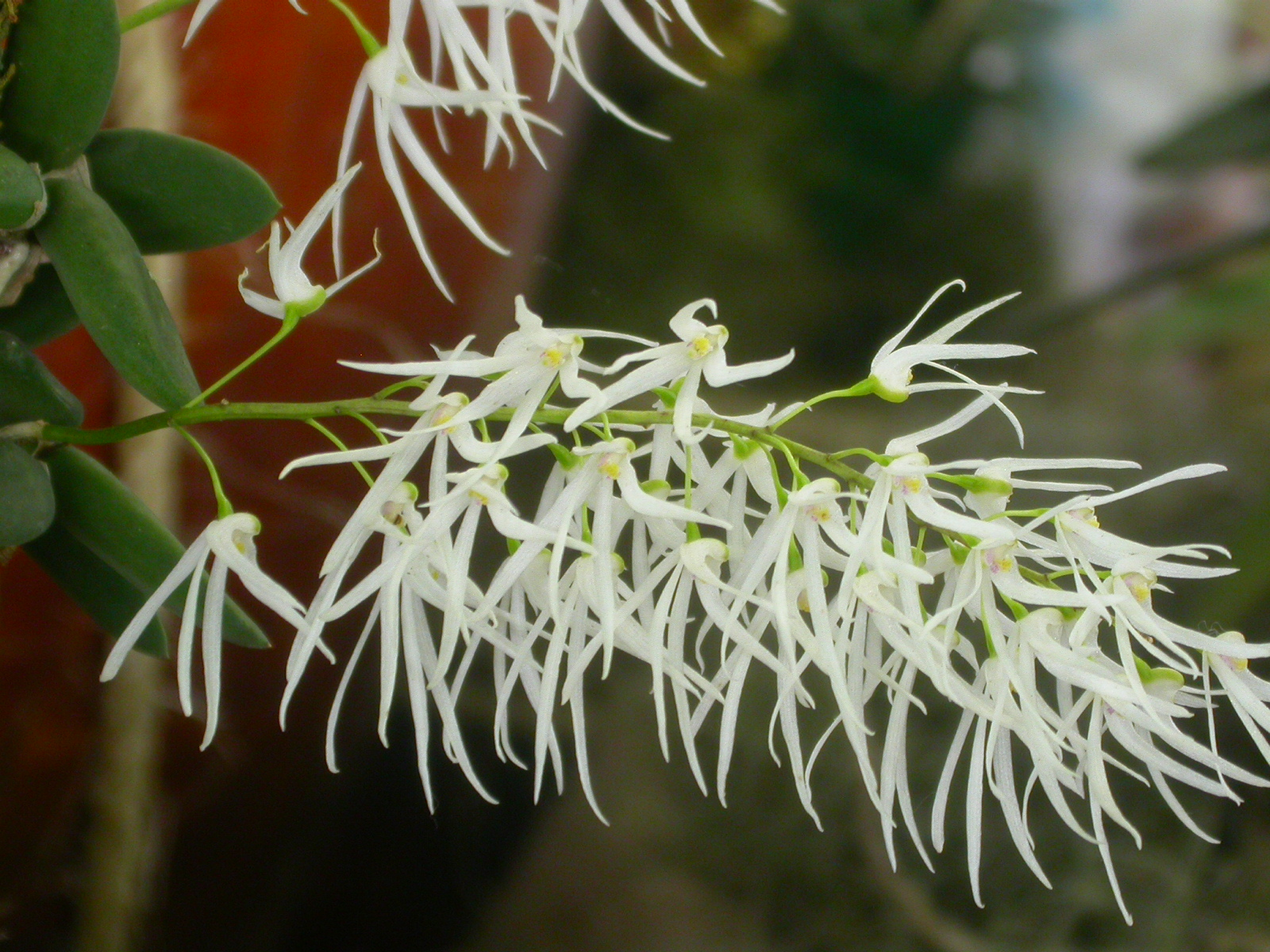
Dendrobium linguiforme

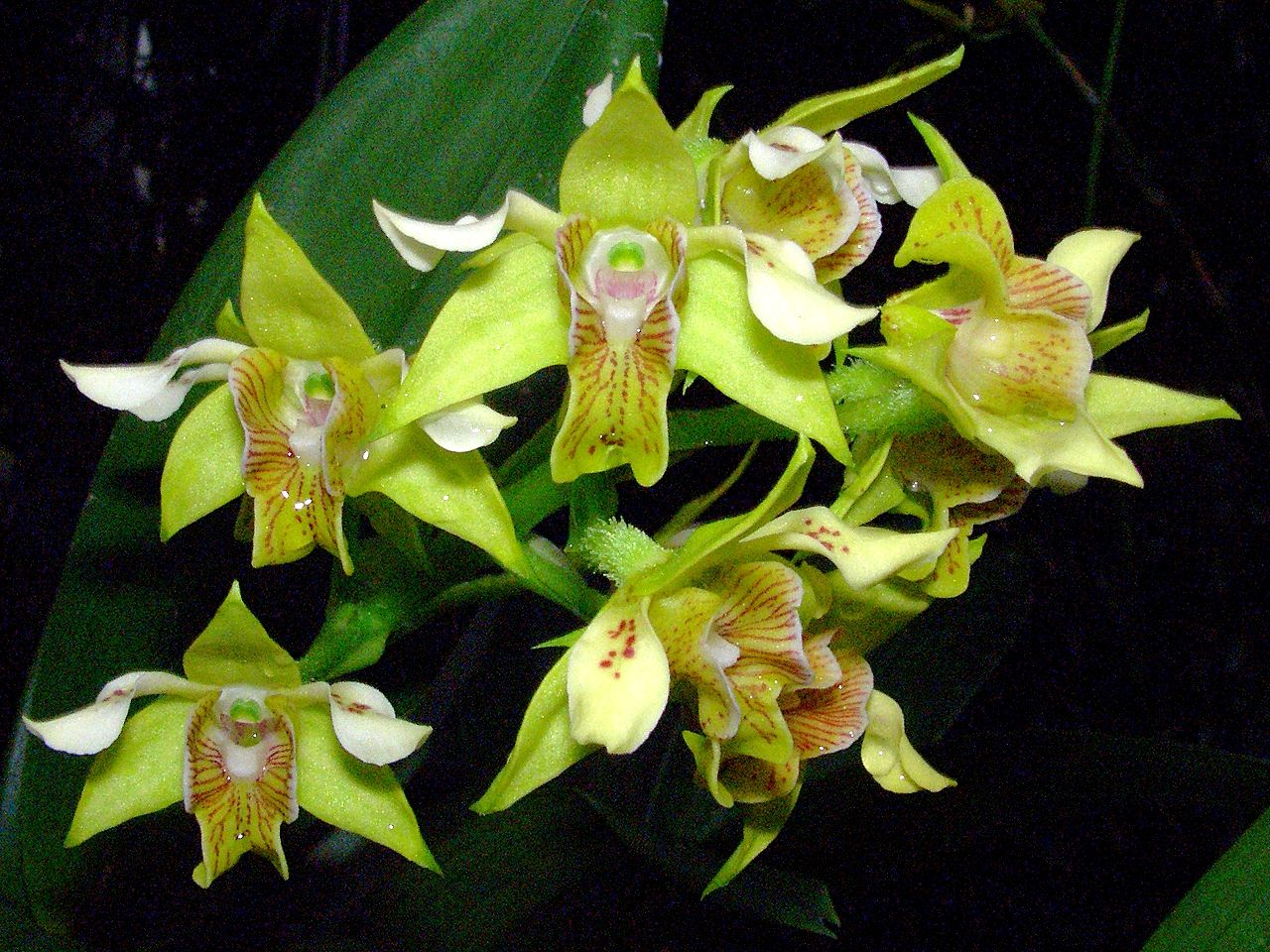
Dendrobium macrophyllum

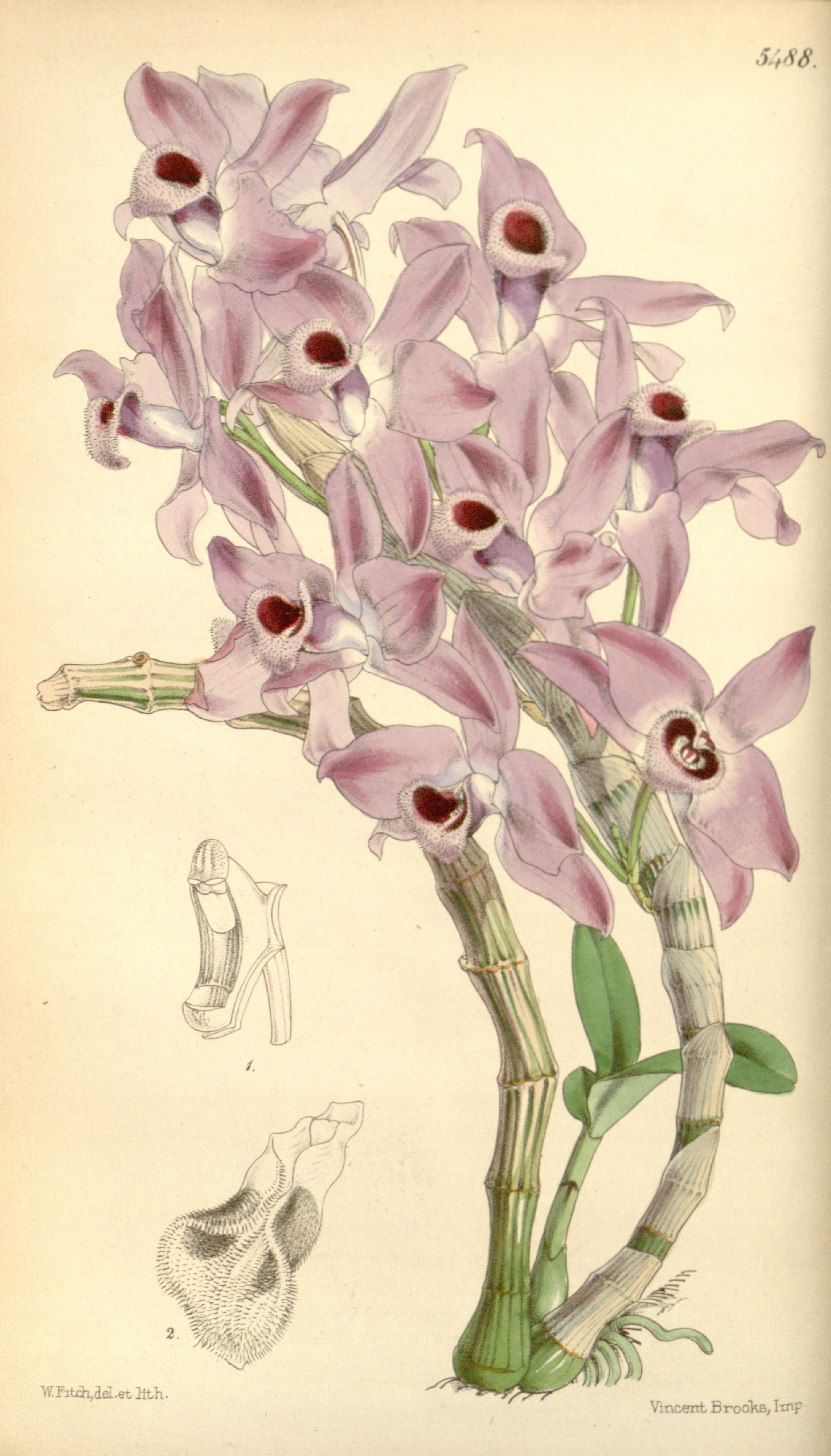
Dendrobium parishii

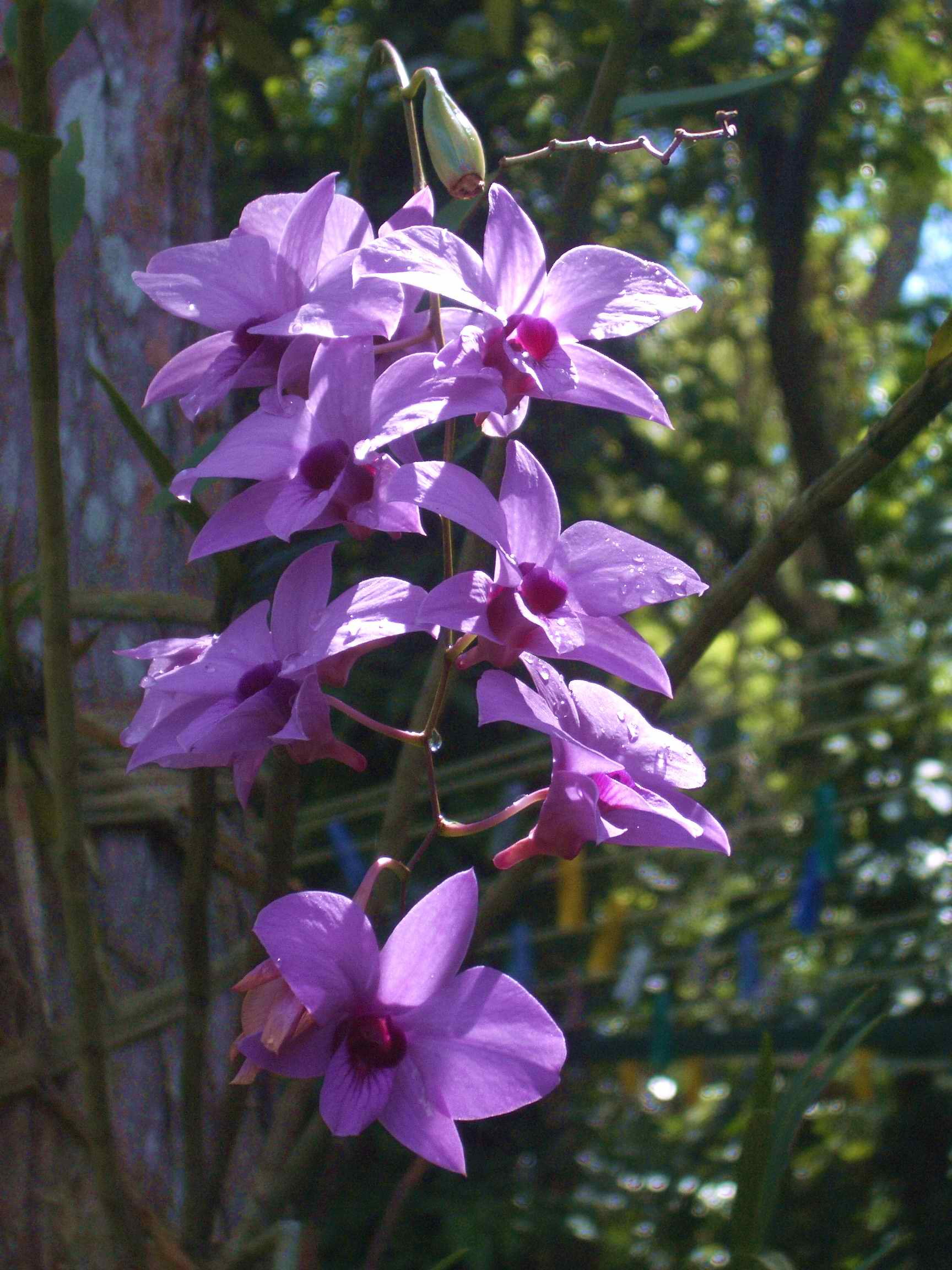
Dendrobium phalaenopsis

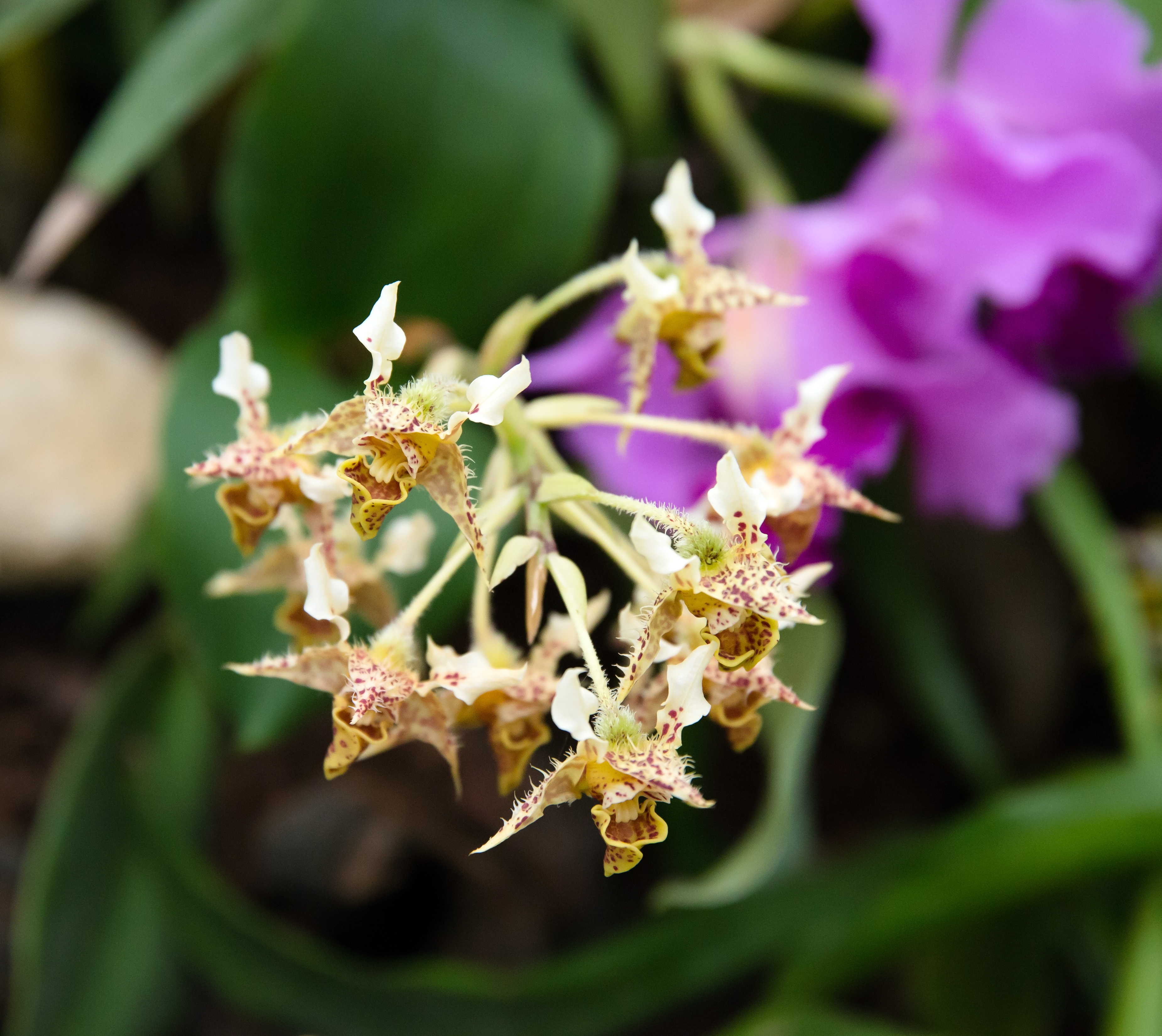
Dendrobium polysema

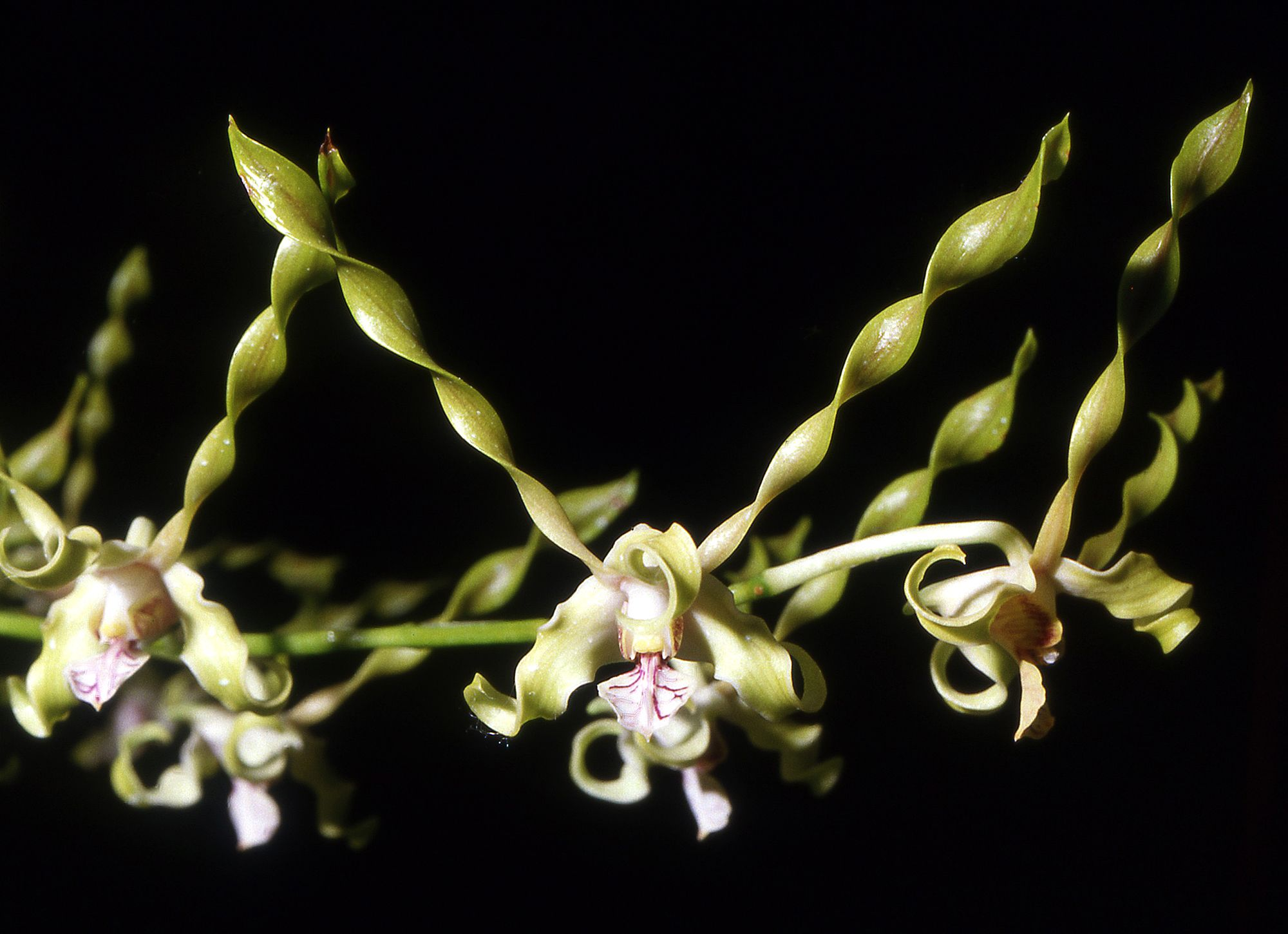
Dendrobium strebloceras

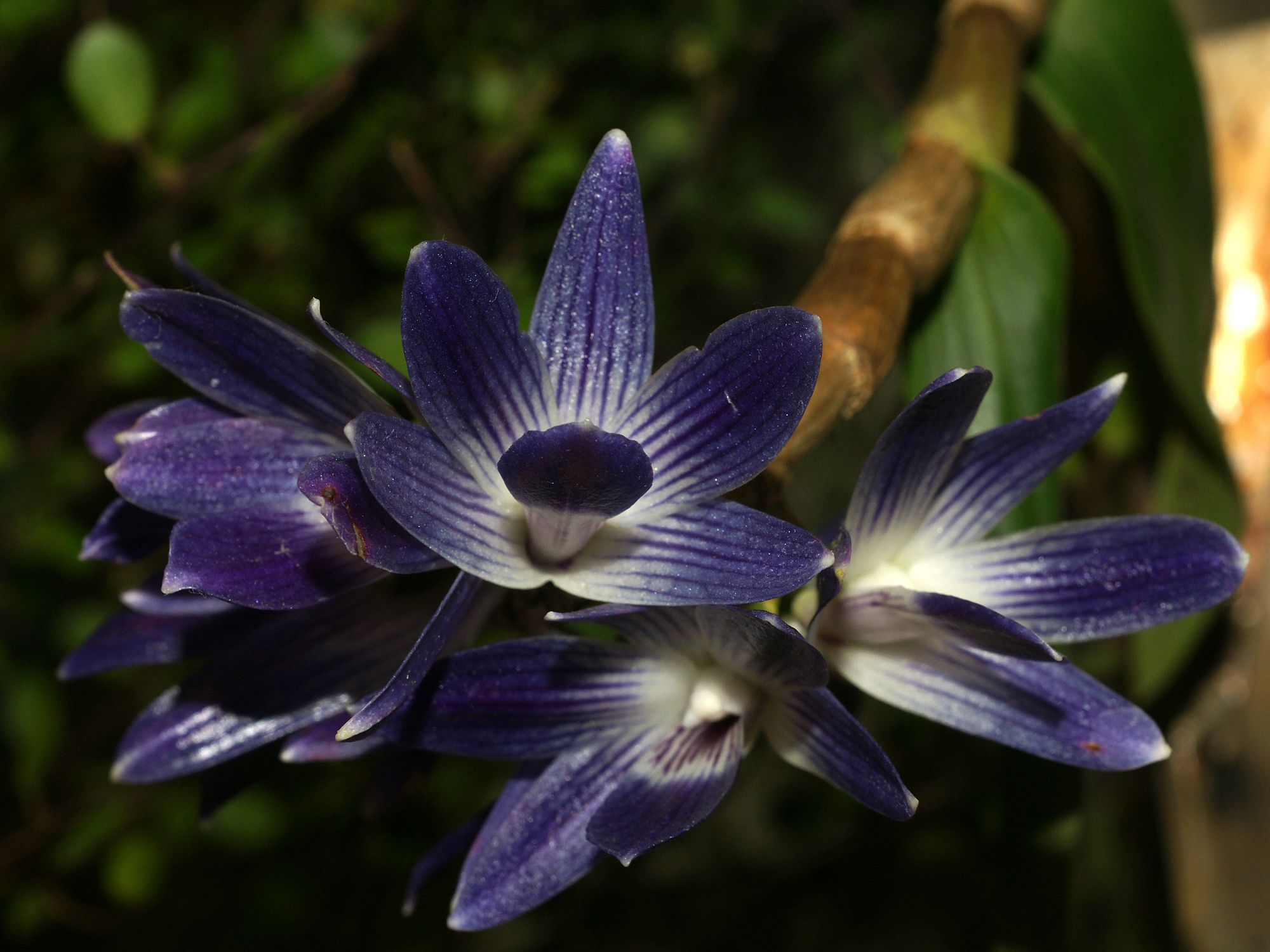
Dendrobium victoriae-reginae

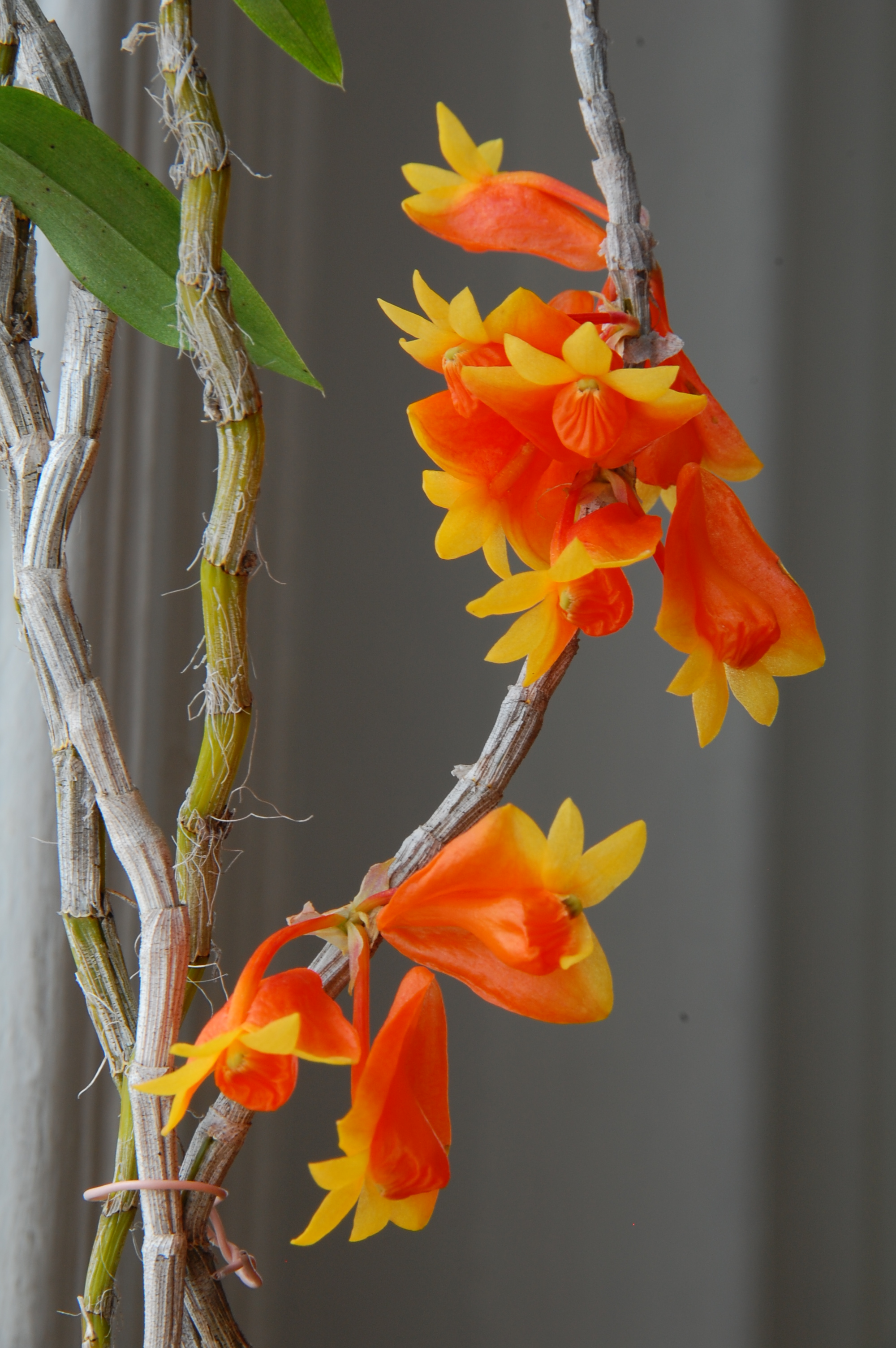
Dendrobium wentianum

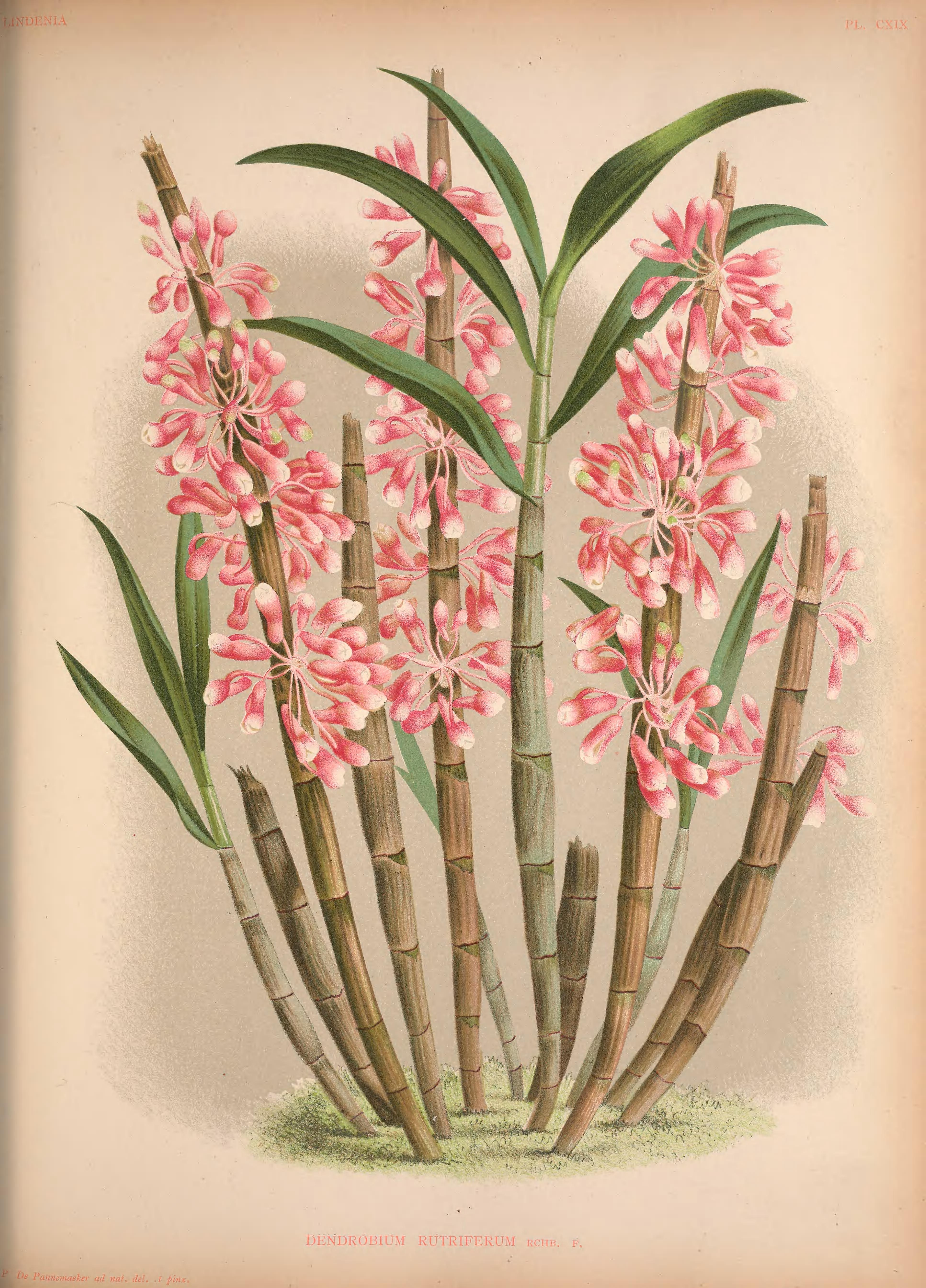
Dendrobium rutriferum

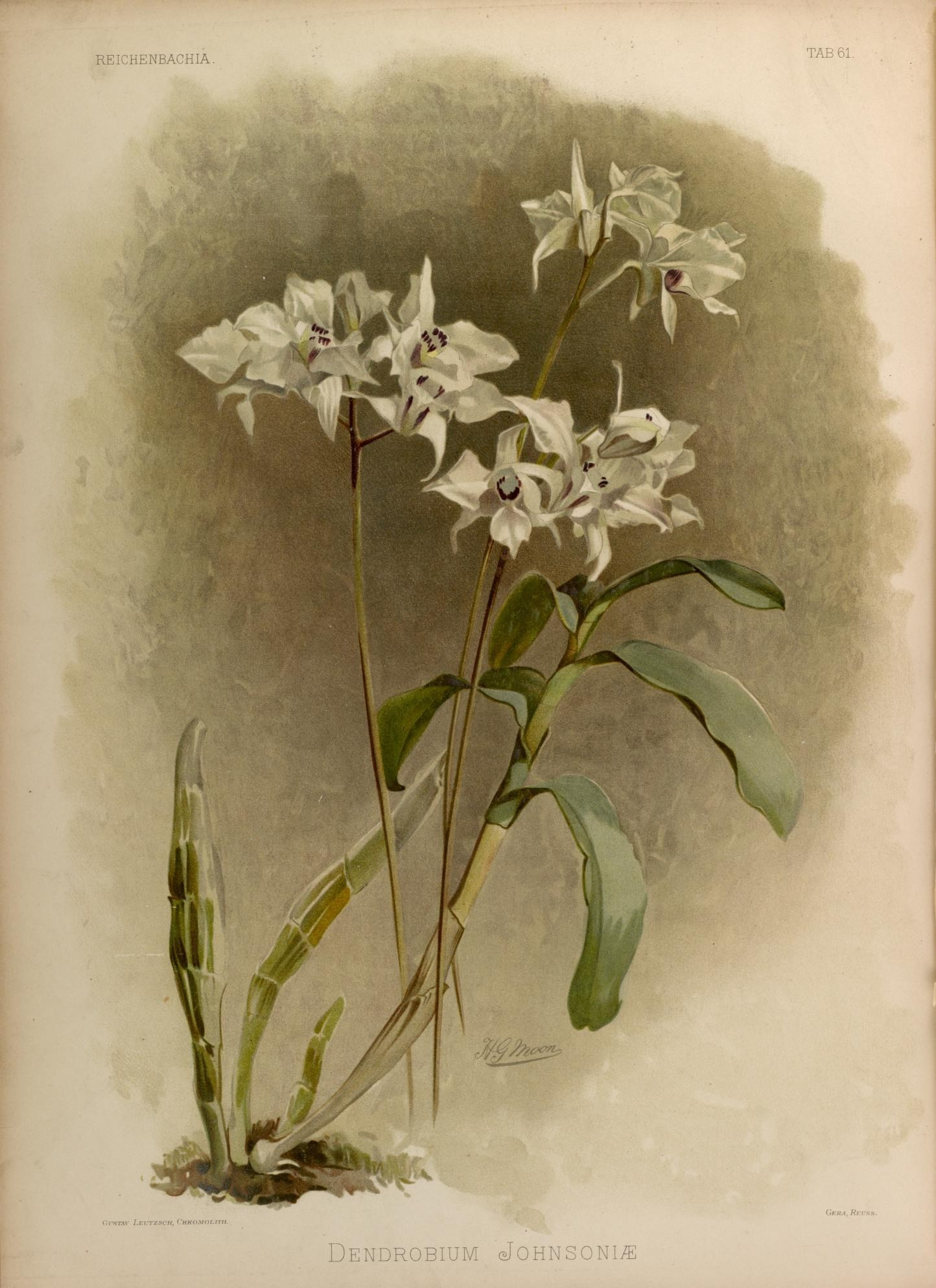
Dendrobium johnsoniae

- Dendrobium abhaycharanii (Phukan & A.A.Mao) Schuit. & Peter B.Adams
- Dendrobium acaciifolium J.J.Sm.
- Dendrobium acanthephippiiflorum J.J.Sm.
- Dendrobium acerosum Lindl.
- Dendrobium aciculare Lindl.
- Dendrobium acinaciforme Roxb.
- Dendrobium aclinia Rchb.f.
- Dendrobium acuminatissimum (Blume) Lindl.
- Dendrobium acutifolium Ridl.
- Dendrobium acutilingue Schuit. & Peter B.Adams
- Dendrobium acutilobum Schltr.
- Dendrobium acutimentum J.J.Sm.
- Dendrobium acutisepalum J.J.Sm.
- Dendrobium adae F.M.Bailey
- Dendrobium adamsii A.D.Hawkes
- Dendrobium aduncilobum J.J.Sm.
- Dendrobium aduncum Lindl.
- Dendrobium aemulum R.Br.
- Dendrobium aethalodes Ormerod
- Dendrobium affine (Decne.) Steud.
- Dendrobium agamense J.J.Sm.
- Dendrobium agrostophylloides Schltr.
- Dendrobium agrostophyllum F.Muell.
- Dendrobium agusanense Ames
- Dendrobium ajoebii J.J.Sm.
- Dendrobium alabense J.J.Wood
- Dendrobium alaticaulinum P.Royen
- Dendrobium albayense Ames
- Dendrobium albiflorum Ridl.
- Dendrobium albopurpureum (Seidenf.) Schuit. & Peter B.Adams
- Dendrobium albosanguineum Lindl. & Paxton
- Dendrobium alderwereltianum J.J.Sm.
- Dendrobium alexandrae Schltr.
- Dendrobium aliciae Ames & Quisumb.
- Dendrobium aloifolium (Blume) Rchb.f.
- Dendrobium alticola Schltr.
- Dendrobium amabile (Lour.) O'Brien
- Dendrobium amboinense Hook.
- Dendrobium amethystoglossum Rchb.f.
- Dendrobium amoenum Wall. ex Lindl.
- Dendrobium amphigenyum Ridl.
- Dendrobium amplum Lindl.
- Dendrobium anamalayanum Chandrab., V.Chandras. & N.C.Nair
- Dendrobium anceps Sw.
- Dendrobium ancipitum (P.O'Byrne & J.J.Verm.) Schuit. & Peter B.Adams
- Dendrobium andreemillariae T.M.Reeve
- Dendrobium angulatum Lindl.
- Dendrobium angustiflorum J.J.Sm.
- Dendrobium angustifolium (Blume) Lindl.
- Dendrobium angustipetalum J.J.Sm.
- Dendrobium angustispathum J.J.Sm.
- Dendrobium angustitepalum (W.K.Harris & M.A.Clem.) Schuit. & de Vogel
- Dendrobium anisobulbon Schuit. & Peter B.Adams
- Dendrobium annae J.J.Sm.
- Dendrobium annamense Rolfe
- Dendrobium annuligerum Rchb.f.
- Dendrobium anosmum Lindl.
- Dendrobium antennatum Lindl.
- Dendrobium anthrene Ridl.
- Dendrobium apertum Schltr.
- Dendrobium aphanochilum Kraenzl.
- Dendrobium aphrodite Rchb.f.
- Dendrobium aphyllum (Roxb.) C.E.C.Fisch.
- Dendrobium apiculiferum J.J.Sm.
- Dendrobium appendicula Schltr.
- Dendrobium appendiculatum (Blume) Lindl.
- Dendrobium aprinoides J.J.Sm.
- Dendrobium aprinum J.J.Sm.
- Dendrobium aqueum Lindl.
- Dendrobium arachnoideum Schltr.
- Dendrobium araneola Schltr.
- Dendrobium aratriferum J.J.Sm.
- Dendrobium archipelagense Howcroft & W.N.Takeuchi
- Dendrobium arcuatum J.J.Sm.
- Dendrobium arfakense J.J.Sm.
- Dendrobium argiense J.J.Sm.
- Dendrobium aridum J.J.Sm.
- Dendrobium aries J.J.Sm.
- Dendrobium aristiferum J.J.Sm.
- Dendrobium arjunoense (J.J.Wood & J.B.Comber) Schuit. & Peter B.Adams
- Dendrobium armeniacum P.J.Cribb
- Dendrobium armitiae F.M.Bailey
- Dendrobium aromaticum J.J.Sm.
- Dendrobium arthrobulbum Kraenzl.
- Dendrobium arunachalense C.Deori, S.K.Sarma, Phukan & A.A.Mao
- Dendrobium asperatum Schltr.
- Dendrobium asphale Rchb.f.
- Dendrobium assamicum S.Chowdhury
- Dendrobium atavus J.J.Sm.
- Dendrobium atjehense J.J.Sm.
- Dendrobium atroviolaceum Rolfe
- Dendrobium attenuatum Lindl.
- Dendrobium aurantiflammeum J.J.Wood
- Dendrobium aurantiroseum P.Royen ex T.M.Reeve
- Dendrobium aureicolor J.J.Sm.
- Dendrobium aureilobum J.J.Sm.
- Dendrobium auriculatum Ames & Quisumb.
- Dendrobium austrocaledonicum Schltr.
- Dendrobium auyongii T.Yukawa
- Dendrobium axillare Schltr.
- Dendrobium ayubii J.B.Comber & J.J.Wood
- Dendrobium babiense J.J.Sm.
- Dendrobium baeuerlenii F.Muell. & Kraenzl.
- Dendrobium baileyi F.Muell.
- Dendrobium bakoense J.J.Wood
- Dendrobium balzerianum Fessel & Lückel
- Dendrobium bambusiforme Schltr.
- Dendrobium bambusinum Ridl.
- Dendrobium bancanum J.J.Sm.
- Dendrobium bandaense Schltr.
- Dendrobium banghamii Ames & C.Schweinf.
- Dendrobium barbatulum Lindl.
- Dendrobium barbatum Breda
- Dendrobium bariense J.J.Sm.
- Dendrobium barioense J.J.Wood
- Dendrobium basilanense Ames
- Dendrobium beamaniorum J.J.Wood & A.L.Lamb
- Dendrobium begaudii (Cavestro) Schuit. & Peter B.Adams
- Dendrobium bellatulum Rolfe
- Dendrobium bensoniae Rchb.f.
- Dendrobium bialatum J.J.Sm.
- Dendrobium bicallosum Ridl.
- Dendrobium bicameratum Lindl.
- Dendrobium bicarinatum Ames & C.Schweinf.
- Dendrobium bicaudatum Reinw. ex Lindl.
- Dendrobium bicolense Lubag-Arquiza
- Dendrobium bicornutum Schltr.
- Dendrobium bicostatum J.J.Sm.
- Dendrobium bicristatum Ormerod
- Dendrobium bidentiferum J.J.Sm.
- Dendrobium bifalce Lindl.
- Dendrobium biflorum (G.Forst.) Sw.
- Dendrobium bifurcatum T.Yukawa
- Dendrobium bigibbum Lindl.
- Dendrobium bihamulatum J.J.Sm.
- Dendrobium bilobulatum Seidenf.
- Dendrobium bilobum Lindl.
- Dendrobium biloculare J.J.Sm.
- Dendrobium bismarckiense Schltr.
- Dendrobium blanche-amesiae A.D.Hawkes & A.H.Heller
- Dendrobium blaoense Schuit. & Peter B.Adams
- Dendrobium blumei Lindl.
- Dendrobium boosii Cootes & W.Suarez
- Dendrobium bostrychodes Rchb.f.
- Dendrobium boumaniae J.J.Sm.
- Dendrobium bowmanii Benth.
- Dendrobium brachyanthum Schltr.
- Dendrobium brachycalyptra Schltr.
- Dendrobium brachycentrum Ridl.
- Dendrobium brachypus (Endl.) Rchb.f.
- Dendrobium brachythecum F.Muell. & Kraenzl.
- Dendrobium bracteosum Rchb.f.
- Dendrobium braianense Gagnep.
- Dendrobium branderhorstii J.J.Sm.
- Dendrobium brassii T.M.Reeve & P.Woods
- Dendrobium brevibulbum J.J.Sm.
- Dendrobium brevicaudum D.L.Jones & M.A.Clem.
- Dendrobium brevicaule Rolfe
- Dendrobium brevicolle J.J.Sm.
- Dendrobium brevilabium Schltr.
- Dendrobium brevimentum Seidenf.
- Dendrobium brillianum Ormerod & Cavestro
- Dendrobium brunnescens Schltr.
- Dendrobium brunneum Schuit. & Peter B.Adams
- Dendrobium brymerianum Rchb.f.
- Dendrobium buffumii A.D.Hawkes
- Dendrobium bukidnonense Ames & Quisumb.
- Dendrobium bulbophylloides Schltr.
- Dendrobium bullenianum Rchb.f.
- Dendrobium bunuanense Ames
- Dendrobium busuangense Ames
- Dendrobium cabadbarense Ames
- Dendrobium cacuminis Gagnep.
- Dendrobium cadetia J.J.Sm.
- Dendrobium cadetiiflorum J.J.Sm.
- Dendrobium cadetioides Schltr.
- Dendrobium calamiforme Lodd. ex Lindl.
- Dendrobium calcaratum A.Rich.
- Dendrobium calcariferum Carr
- Dendrobium calceolum Roxb.
- Dendrobium calicopis Ridl.
- Dendrobium caliculi-mentum R.S.Rogers
- Dendrobium calocephalum (Z.H.Tsi & S.C.Chen) Schuit. & Peter B.Adams
- Dendrobium calophyllum Rchb.f.
- Dendrobium calopogon Rchb.f.
- Dendrobium calothyrsos Schltr.
- Dendrobium calyptratum J.J.Sm.
- Dendrobium camaridiorum Rchb.f.
- Dendrobium campbellii P.J.Cribb & B.A.Lewis
- Dendrobium canaliculatum R.Br.
- Dendrobium cancroides T.E.Hunt
- Dendrobium candoonense Ames
- Dendrobium capillipes Rchb.f.
- Dendrobium capitellatoides J.J.Sm.
- Dendrobium capituliflorum Rolfe
- Dendrobium capra J.J.Sm.
- Dendrobium carinatum (L.) Willd.
- Dendrobium cariniferum Rchb.f.
- Dendrobium carinulatidiscum J.J.Sm.
- Dendrobium carnicarinum Kores
- Dendrobium carolinense Schltr.
- Dendrobium carrii Rupp & C.T.White
- Dendrobium carronii Lavarack & P.J.Cribb
- Dendrobium caryicola Guillaumin
- Dendrobium casuarinae Schltr.
- Dendrobium catenatum Lindl.
- Dendrobium catillare Rchb.f.
- Dendrobium caudiculatum (M.A.Clem. & D.L.Jones) Schuit. & de Vogel
- Dendrobium cavipes J.J.Sm.
- Dendrobium celebense J.J.Sm.
- Dendrobium centrale J.J.Sm.
- Dendrobium ceraceum Schltr.
- Dendrobium ceratostyloides J.J.Sm.
- Dendrobium ceraula Rchb.f.
- Dendrobium cervicaliferum J.J.Sm.
- Dendrobium chalmersii F.Muell.
- Dendrobium chamaephytum Schltr.
- Dendrobium chameleon Ames
- Dendrobium chapaense Aver.
- Dendrobium chewiorum J.J.Wood & A.L.Lamb
- Dendrobium chiengmaiense Schuit. & Peter B.Adams
- Dendrobium chionanthum Schltr.
- Dendrobium chittimae Seidenf.
- Dendrobium chloranthum Schuit. & Peter B.Adams
- Dendrobium chlorostylum Gagnep.
- Dendrobium chordiforme Kraenzl.
- Dendrobium christyanum Rchb.f.
- Dendrobium chrysanthum Wall. ex Lindl.
- Dendrobium chryseum Rolfe
- Dendrobium chrysobulbon Schltr.
- Dendrobium chrysocrepis C.S.P.Parish & Rchb.f. ex Hook.f.
- Dendrobium chrysographatum Ames
- Dendrobium chrysopterum Schuit. & de Vogel
- Dendrobium chrysosema Schltr.
- Dendrobium chrysotainium Schltr.
- Dendrobium chrysotoxum Lindl.
- Dendrobium chrysotropis Schltr.
- Dendrobium ciliatilabellum Seidenf.
- Dendrobium cinnabarinum Rchb.f.
- Dendrobium clausum Schltr.
- Dendrobium clavator Ridl.
- Dendrobium clavuligerum J.J.Sm.
- Dendrobium cleistogamum Schltr.
- Dendrobium clemensiae Ames
- Dendrobium closterium Rchb.f.
- Dendrobium cobra Ormerod
- Dendrobium cochleatum J.J.Sm.
- Dendrobium cochliodes Schltr.
- Dendrobium codonosepalum J.J.Sm.
- Dendrobium coelandria Kraenzl.
- Dendrobium coeloglossum Schltr.
- Dendrobium collinsii (Lavarack) Schuit. & Peter B.Adams
- Dendrobium collinum J.J.Sm.
- Dendrobium coloratum J.J.Sm.
- Dendrobium comatum (Blume) Lindl.
- Dendrobium comberi P.O'Byrne & J.J.Verm.
- Dendrobium compactum Rolfe ex W.Hackett
- Dendrobium compressibulbum Schuit. & Peter B.Adams
- Dendrobium compressicaule J.J.Sm.
- Dendrobium compressimentum J.J.Sm.
- Dendrobium compressistylum J.J.Sm.
- Dendrobium compressum Lindl.
- Dendrobium conanthum Schltr.
- Dendrobium concavum J.J.Sm.
- Dendrobium concolor (Z.H.Tsi & S.C.Chen) Schuit. & Peter B.Adams
- Dendrobium confinale Kerr
- Dendrobium confluens J.J.Sm.
- Dendrobium confundens Kraenzl.
- Dendrobium conicum J.J.Sm.
- Dendrobium connatum (Blume) Lindl.
- Dendrobium connexicostatum J.J.Sm.
- Dendrobium conspicuum Bakh.f.
- Dendrobium constrictum J.J.Sm.
- Dendrobium contextum Schuit. & de Vogel ex J.M.H.Shaw
- Dendrobium convexipes J.J.Sm.
- Dendrobium convexum (Blume) Lindl.
- Dendrobium convolutum Rolfe
- Dendrobium copelandianum F.Muell. & Kraenzl.
- Dendrobium coplandii (F.M.Bailey) Rupp
- Dendrobium corallorhizon J.J.Sm.
- Dendrobium correllianum A.D.Hawkes & A.H.Heller
- Dendrobium corrugatilobum J.J.Sm.
- Dendrobium corticicola Schltr.
- Dendrobium corydaliflorum J.J.Wood
- Dendrobium courtauldii Summerh. ex J.J.Wood
- Dendrobium cowenii P.O'Byrne & J.J.Verm.
- Dendrobium crabro Ridl.
- Dendrobium crassicaule Schltr.
- Dendrobium crassiflorum J.J.Sm.
- Dendrobium crassifolium Schltr.
- Dendrobium crassilabium P.J.Spence
- Dendrobium crassimarginatum L.O.Williams
- Dendrobium crassinervium J.J.Sm.
- Dendrobium crassulum (Schltr.) J.J.Sm.
- Dendrobium crenatifolium J.J.Sm.
- Dendrobium crenatilabre J.J.Sm.
- Dendrobium crenatilobum (P.O'Byrne & J.J.Verm.) Schuit. & Peter B.Adams
- Dendrobium crenicristatum Ridl.
- Dendrobium crenulatum J.J.Sm.
- Dendrobium crepidatum Lindl. & Paxton
- Dendrobium crispatum (G.Forst.) Sw.
- Dendrobium crispilinguum P.J.Cribb
- Dendrobium crocatum Hook.f.
- Dendrobium croceocentrum J.J.Sm.
- Dendrobium crucilabre J.J.Sm.
- Dendrobium cruentum Rchb.f.
- Dendrobium crumenatum Sw.
- Dendrobium cruttwellii T.M.Reeve
- Dendrobium crystallinum Rchb.f.
- Dendrobium cuculliferum J.J.Sm.
- Dendrobium cucullitepalum J.J.Sm.
- Dendrobium cucumerinum McLeay ex Lindl.
- Dendrobium cultrifolium Schltr.
- Dendrobium cumulatum Lindl.
- Dendrobium cuneatum Schltr.
- Dendrobium cuneilabium (Schltr.) J.J.Sm.
- Dendrobium cuneilabrum J.J.Sm.
- Dendrobium cunninghamii Lindl.
- Dendrobium curviflorum Rolfe
- Dendrobium curvimentum J.J.Sm.
- Dendrobium curvisepalum Ridl.
- Dendrobium curvum Ridl.
- Dendrobium cuspidatum Lindl.
- Dendrobium cuthbertsonii F.Muell.
- Dendrobium cyanocentrum Schltr.
- Dendrobium cyanopterum Kraenzl.
- Dendrobium cyatopoides J.J.Sm.
- Dendrobium cyclobulbon Schltr.
- Dendrobium cyclolobum Schltr.
- Dendrobium cyclopense J.J.Sm.
- Dendrobium cylindricum J.J.Sm.
- Dendrobium cymatoleguum Schltr.
- Dendrobium cymbicallum P.O'Byrne & J.J.Wood
- Dendrobium cymbidioides (Blume) Lindl.
- Dendrobium cymbiforme Rolfe
- Dendrobium cymboglossum J.J.Wood & A.L.Lamb
- Dendrobium cymbulipes J.J.Sm.
- Dendrobium cyrtolobum Schltr.
- Dendrobium cyrtosepalum Schltr.
- Dendrobium dactyliferum Rchb.f.
- Dendrobium dactylodes Rchb.f.
- Dendrobium daenikerianum Kraenzl.
- Dendrobium dahlemense Schltr.
- Dendrobium daimandauii J.J.Wood
- Dendrobium daklakense Tich, Schuit. & J.J.Verm.
- Dendrobium dalatense Gagnep.
- Dendrobium dantaniense Guillaumin
- Dendrobium darjeelingense Pradhan
- Dendrobium datinconnieae J.J.Wood & C.L.Chan
- Dendrobium davaoense Lubag-Arquiza
- Dendrobium dearei Rchb.f.
- Dendrobium debile Schltr.
- Dendrobium decoratum (M.A.Clem. & Cootes) Schuit. & Peter B.Adams
- Dendrobium decumbens Schltr.
- Dendrobium deflexilobum J.J.Wood & A.L.Lamb
- Dendrobium dekockii J.J.Sm.
- Dendrobium delacourii Guillaumin
- Dendrobium deltatum Seidenf.
- Dendrobium dempoense J.J.Sm.
- Dendrobium dendrocolla J.J.Sm.
- Dendrobium dendrocolloides J.J.Sm.
- Dendrobium denigratum J.J.Sm.
- Dendrobium denneanum Kerr
- Dendrobium densiflorum Lindl.
- Dendrobium densifolium Schltr.
- Dendrobium dentatum Seidenf.
- Dendrobium denudans D.Don
- Dendrobium deplanchei Rchb.f.
- Dendrobium derryi Ridl.
- Dendrobium devogelii J.J.Wood
- Dendrobium devonianum Paxton
- Dendrobium devosianum J.J.Sm.
- Dendrobium dianae Metusala, P.O'Byrne & J.J.Wood
- Dendrobium diaphanum Schltr.
- Dendrobium diceras Schltr.
- Dendrobium dichaeoides Schltr.
- Dendrobium dichroma Schltr.
- Dendrobium dichrotropis Schltr.
- Dendrobium dickasonii L.O.Williams
- Dendrobium dicuphum F.Muell.
- Dendrobium dielsianum Schltr.
- Dendrobium diffusum L.O.Williams
- Dendrobium dilatatocolle J.J.Sm.
- Dendrobium dillonianum A.D.Hawkes & A.H.Heller
- Dendrobium dimorphum J.J.Sm.
- Dendrobium diodon Rchb.f.
- Dendrobium dionaeoides J.J.Sm.
- Dendrobium discerptum J.J.Sm.
- Dendrobium discocaulon Schltr.
- Dendrobium discoides Schltr.
- Dendrobium discolor Lindl.
- Dendrobium dissitifolium Ridl.
- Dendrobium distichobulbum P.J.Cribb
- Dendrobium distichum (C.Presl) Rchb.f.
- Dendrobium ditschiense J.J.Sm.
- Dendrobium dixanthum Rchb.f.
- Dendrobium dixonianum Rolfe ex Downie
- Dendrobium djamuense Schltr.
- Dendrobium dolichocaulon Schltr.
- Dendrobium dolichophyllum D.L.Jones & M.A.Clem.
- Dendrobium doloissumbinii J.J.Wood
- Dendrobium doormanii J.J.Sm.
- Dendrobium draconis Rchb.f.
- Dendrobium dulce J.J.Sm.
- Dendrobium durum J.J.Sm.
- Dendrobium eboracense Kraenzl.
- Dendrobium echinocarpum (Schltr.) J.J.Sm.
- Dendrobium ecolle J.J.Sm.
- Dendrobium efogiense Ormerod
- Dendrobium elatum Schltr.
- Dendrobium elliottianum P.O'Byrne
- Dendrobium ellipsophyllum Tang & F.T.Wang
- Dendrobium elongaticolle Schltr.
- Dendrobium elongatum (Blume) Lindl.
- Dendrobium emarginatum J.W.Moore
- Dendrobium endertii J.J.Sm.
- Dendrobium engae T.M.Reeve
- Dendrobium ephemerum (J.J.Sm.) J.J.Sm.
- Dendrobium equitans Kraenzl.
- Dendrobium erectifolium J.J.Sm.
- Dendrobium erectopatens J.J.Sm.
- Dendrobium erectum Schltr.
- Dendrobium eriiflorum Griff.
- Dendrobium eriopexis Schltr.
- Dendrobium erostelle Seidenf.
- Dendrobium erosum (Blume) Lindl.
- Dendrobium erubescens Schltr.
- Dendrobium erythraeum Schuit. & de Vogel
- Dendrobium erythropogon Rchb.f.
- Dendrobium erythrosema (P.O'Byrne & J.J.Verm.) Schuit. & Peter B.Adams
- Dendrobium escritorii Ames
- Dendrobium eserre Seidenf.
- Dendrobium esuriens Rchb.f.
- Dendrobium eumelinum Schltr.
- Dendrobium eurorum Ames
- Dendrobium euryanthum Schltr.
- Dendrobium exaltatum Schltr.
- Dendrobium exasperatum Schltr.
- Dendrobium exile Schltr.
- Dendrobium exilifolium Ames & C.Schweinf.
- Dendrobium eximium Schltr.
- Dendrobium extra-axillare Schltr.
- Dendrobium eymanum Ormerod
- Dendrobium faciferum J.J.Sm.
- Dendrobium fairchildiae Ames & Quisumb.
- Dendrobium fairfaxii F.Muell. ex Fitzg.
- Dendrobium falcatum J.J.Sm.
- Dendrobium falcipetalum Schltr.
- Dendrobium falconeri Hook.
- Dendrobium falcorostrum Fitzg.
- Dendrobium fallacinum Ormerod
- Dendrobium fanjingshanense Z.H.Tsi ex X.H.Jin & Y.W.Zhang
- Dendrobium fargesii Finet
- Dendrobium farinatum Schildh. & Schraut
- Dendrobium fariniferum Schltr.
- Dendrobium farmeri Paxton
- Dendrobium fellowsii F.Muell.
- Dendrobium ferdinandii Kraenzl.
- Dendrobium fililobum F.Muell.
- Dendrobium fimbriatum Hook.
- Dendrobium fimbrilabium J.J.Sm.
- Dendrobium findlayanum C.S.P.Parish & Rchb.f.
- Dendrobium finetianum Schltr.
- Dendrobium finisterrae Schltr.
- Dendrobium finniganense D.L.Jones
- Dendrobium fissum Schltr.
- Dendrobium flabelliforme Schltr.
- Dendrobium flabelloides J.J.Sm.
- Dendrobium flagellum Schltr.
- Dendrobium flavicolle Schltr.
- Dendrobium flebiliflorum Ormerod
- Dendrobium fleckeri Rupp & C.T.White
- Dendrobium flexicaule Z.H.Tsi, S.C.Sun & L.G.Xu
- Dendrobium flexile Ridl.
- Dendrobium floresianum Metusala & P.O'Byrne
- Dendrobium flos-wanua Metusala, P.O'Byrne & J.J.Wood
- Dendrobium fluctuosum J.J.Sm.
- Dendrobium foetens Kraenzl.
- Dendrobium forbesii Ridl.
- Dendrobium formosum Roxb. ex Lindl.
- Dendrobium forrestii (Ormerod) Schuit. & Peter B.Adams
- Dendrobium foxii Ridl.
- Dendrobium fractiflexum Finet
- Dendrobium fractum T.M.Reeve
- Dendrobium franssenianum J.J.Sm.
- Dendrobium friedericksianum Rchb.f.
- Dendrobium fruticicola J.J.Sm.
- Dendrobium fruticosum Schuit. & de Vogel
- Dendrobium fuerstenbergianum Schltr.
- Dendrobium fugax Rchb.f.
- Dendrobium fulgescens J.J.Sm.
- Dendrobium fulgidum Schltr.
- Dendrobium fuligineum J.J.Sm.
- Dendrobium fuliginosum (M.A.Clem. & D.L.Jones) P.F.Hunt
- Dendrobium fulminicaule J.J.Sm.
- Dendrobium funiforme Blume
- Dendrobium furcatopedicellatum Hayata
- Dendrobium furcatum Reinw. ex Lindl.
- Dendrobium furfuriferum J.J.Sm.
- Dendrobium fuscescens Griff.
- Dendrobium fusciflorum Ormerod
- Dendrobium fytchianum Bateman ex Rchb.f.
- Dendrobium gaoligongense (Hong Yu & S.G.Zhang) Schuit. & Peter B.Adams
- Dendrobium garrettii Seidenf.
- Dendrobium gatiense Schltr.
- Dendrobium gemellum Lindl.
- Dendrobium geminatum (Blume) Lindl.
- Dendrobium gemmiferum Kraenzl.
- Dendrobium geotropum T.M.Reeve
- Dendrobium gerlandianum Kraenzl.
- Dendrobium gibbiferum J.J.Sm.
- Dendrobium gibbosum Gilli
- Dendrobium gibsonii Paxton
- Dendrobium giriwoense J.J.Sm.
- Dendrobium gjellerupii J.J.Sm.
- Dendrobium glabrum J.J.Sm.
- Dendrobium glaucoviride J.J.Sm.
- Dendrobium glebulosum Schltr.
- Dendrobium globiflorum Schltr.
- Dendrobium glomeratum Rolfe
- Dendrobium glomeroides Ormerod
- Dendrobium glossorhynchoides Schltr.
- Dendrobium gnomus Ames
- Dendrobium gobiense Schltr.
- Dendrobium goldfinchii F.Muell.
- Dendrobium goldschmidtianum Kraenzl.
- Dendrobium goliathense J.J.Sm.
- Dendrobium gouldii Rchb.f.
- Dendrobium gracile (Blume) Lindl.
- Dendrobium gracilentum Schltr.
- Dendrobium gracilicaule F.Muell.
- Dendrobium gracilicolle Schltr.
- Dendrobium gracilifolium Schltr.
- Dendrobium gracilipes Burkill
- Dendrobium grande Hook.f.
- Dendrobium grastidioides J.J.Sm.
- Dendrobium gratiosissimum Rchb.f.
- Dendrobium greenianum P.J.Cribb & B.A.Lewis
- Dendrobium gregulus Seidenf.
- Dendrobium griffithianum Lindl.
- Dendrobium groeneveldtii J.J.Sm.
- Dendrobium grootingsii J.J.Sm.
- Dendrobium grossum Schltr.
- Dendrobium guamense Ames
- Dendrobium guerreroi Ames & Quisumb.
- Dendrobium guibertii Carrière
- Dendrobium gunnarii P.S.N.Rao
- Dendrobium guttenbergii J.J.Sm.
- Dendrobium guttulatum Schltr.
- Dendrobium gynoglottis Carr
- Dendrobium habbemense P.Royen
- Dendrobium hainanense Rolfe
- Dendrobium hallieri J.J.Sm.
- Dendrobium halmaheirense J.J.Sm.
- Dendrobium hamadryas Schltr.
- Dendrobium hamaticalcar J.J.Wood & Dauncey
- Dendrobium hamatum Rolfe
- Dendrobium hamiferum P.J.Cribb
- Dendrobium hancockii Rolfe
- Dendrobium harveyanum Rchb.f.
- Dendrobium hasseltii (Blume) Lindl.
- Dendrobium hastilabium Kraenzl.
- Dendrobium hawkesii A.H.Heller
- Dendrobium hekouense Z.J.Liu & L.J.Chen
- Dendrobium helix P.J.Cribb
- Dendrobium hellerianum A.D.Hawkes
- Dendrobium hellwigianum Kraenzl. ex Warb.
- Dendrobium hemimelanoglossum Guillaumin
- Dendrobium hendersonii A.D.Hawkes & A.H.Heller
- Dendrobium henryi Schltr.
- Dendrobium heokhuii P.O'Byrne & J.J.Wood
- Dendrobium hepaticum J.J.Sm.
- Dendrobium herbaceum Lindl.
- Dendrobium hercoglossum Rchb.f.
- Dendrobium herpetophytum Schltr.
- Dendrobium hesperis (Seidenf.) Schuit. & Peter B.Adams
- Dendrobium heterobulbum Schltr.
- Dendrobium heterocarpum Wall. ex Lindl.
- Dendrobium heteroglossum Schltr.
- Dendrobium heteroideum Blume
- Dendrobium heyneanum Lindl.
- Dendrobium hippocrepiferum Schltr.
- Dendrobium hirsutifolium J.J.Wood
- Dendrobium hirtulum Rolfe
- Dendrobium hispidum A.Rich.
- Dendrobium histrionicum (Rchb.f.) Schltr.
- Dendrobium hkinhumense Ormerod & C.S.Kumar
- Dendrobium hodgkinsonii Rolfe
- Dendrobium hollandianum J.J.Sm.
- Dendrobium holochilum Schltr.
- Dendrobium homochromum J.J.Sm.
- Dendrobium homoglossum Schltr.
- Dendrobium hooglandianum Ormerod
- Dendrobium hookerianum Lindl.
- Dendrobium hooveri Ormerod
- Dendrobium hornei S.Moore
- Dendrobium horstii J.J.Sm.
- Dendrobium hosei Ridl.
- Dendrobium hughii Rchb.f.
- Dendrobium humboldtense J.J.Sm.
- Dendrobium humicolle Schltr.
- Dendrobium huttonii Rchb.f.
- Dendrobium hydrophilum J.J.Sm.
- Dendrobium hymenanthum Rchb.f.
- Dendrobium hymenocentrum Schltr.
- Dendrobium hymenopetalum Schltr.
- Dendrobium hymenophyllum Lindl.
- Dendrobium hymenopterum Hook.f.
- Dendrobium hyperanthiflorum Kraenzl.
- Dendrobium hypopogon Kraenzl.
- Dendrobium ianthinum Schuit. & Puspit.
- Dendrobium iboense Schltr.
- Dendrobium igneoniveum J.J.Sm.
- Dendrobium igneum J.J.Sm.
- Dendrobium imbricatum J.J.Sm.
- Dendrobium imitans Schltr.
- Dendrobium imitator J.J.Wood
- Dendrobium implicatum Fukuy.
- Dendrobium inamoenum Kraenzl.
- Dendrobium inauditum Rchb.f.
- Dendrobium inconspicuum J.J.Sm.
- Dendrobium inconstans J.J.Sm.
- Dendrobium incumbens Schltr.
- Dendrobium incurvatum Schltr.
- Dendrobium incurvociliatum J.J.Sm.
- Dendrobium incurvum Lindl.
- Dendrobium indivisum (Blume) Miq.
- Dendrobium indragiriense Schltr.
- Dendrobium inflatum Rolfe
- Dendrobium informe J.J.Sm.
- Dendrobium infortunatum J.J.Sm.
- Dendrobium infractum J.J.Sm.
- Dendrobium infundibulum Lindl.
- Dendrobium ingratum J.J.Sm.
- Dendrobium insigne (Blume) Rchb.f. ex Miq.
- Dendrobium integrilabium J.J.Sm.
- Dendrobium integrum Schltr.
- Dendrobium interjectum Ames
- Dendrobium interruptum J.J.Sm.
- Dendrobium intricatum Gagnep.
- Dendrobium involutum Lindl.
- Dendrobium ionopus Rchb.f.
- Dendrobium isabelense Ormerod
- Dendrobium ischnopetalum Schltr.
- Dendrobium ischnophyton Schltr.
- Dendrobium isochiloides Kraenzl.
- Dendrobium isthmiferum J.J.Sm.
- Dendrobium iteratum J.J.Sm.
- Dendrobium jabiense J.J.Sm.
- Dendrobium jacobsonii J.J.Sm.
- Dendrobium jadunae Schltr.
- Dendrobium jaintianum Sabap.
- Dendrobium jamirusii J.J.Wood & A.L.Lamb
- Dendrobium janowskyi J.J.Sm.
- Dendrobium jenkinsii Wall. ex Lindl.
- Dendrobium jennae P.O'Byrne
- Dendrobium jennyanum Kraenzl.
- Dendrobium jerdonianum Wight
- Dendrobium jiajiangense Z.Y.Zhu, S.J.Zhu & H.B.Wang
- Dendrobium jiewhoei J.J.Wood & C.L.Chan
- Dendrobium johannis Rchb.f.
- Dendrobium johnsoniae F.Muell.
- Dendrobium jonesii Rendle
- Dendrobium josephinae Cootes
- Dendrobium jubatum Schuit. & de Vogel
- Dendrobium judithiae P.O'Byrne
- Dendrobium junceum Lindl.
- Dendrobium juncifolium Schltr.
- Dendrobium juncoideum P.Royen
- Dendrobium junctilobum (Fessel & Lückel) Schuit. & Peter B.Adams
- Dendrobium juniperinum Schltr.
- Dendrobium kanakorum Kraenzl.
- Dendrobium kanburiense Seidenf.
- Dendrobium kaniense Schltr.
- Dendrobium karoense Schltr.
- Dendrobium katherinae A.D.Hawkes
- Dendrobium kauldorumii T.M.Reeve
- Dendrobium keithii Ridl.
- Dendrobium kelamense Metusala, P.O'Byrne & J.J.Wood
- Dendrobium kempterianum Schltr.
- Dendrobium kenepaiense J.J.Sm.
- Dendrobium kentrochilum Hook.f.
- Dendrobium kentrophyllum Hook.f.
- Dendrobium kerstingianum Schltr.
- Dendrobium keytsianum J.J.Sm.
- Dendrobium khanhoaense Aver.
- Dendrobium khasianum Deori
- Dendrobium kiauense Ames & C.Schweinf.
- Dendrobium kietaense Schltr.
- Dendrobium kinabaluense Ridl.
- Dendrobium kingianum Bidwill ex Lindl.
- Dendrobium kirchianum A.D.Hawkes & A.H.Heller
- Dendrobium kjellbergii J.J.Sm.
- Dendrobium klabatense Schltr.
- Dendrobium klossii Ridl.
- Dendrobium kontumense Gagnep.
- Dendrobium koordersii J.J.Sm.
- Dendrobium korinchense Ridl.
- Dendrobium korthalsii J.J.Sm.
- Dendrobium kotanicanum Ormerod
- Dendrobium koyamae Nob.Tanaka, T.Yukawa & J.Murata
- Dendrobium kraemeri Schltr.
- Dendrobium kraenzlinii L.O.Williams
- Dendrobium kratense Kerr
- Dendrobium kruiense J.J.Sm.
- Dendrobium kryptocheilum Gilli
- Dendrobium kurashigei T.Yukawa
- Dendrobium kuyperi J.J.Sm.
- Dendrobium labangense J.J.Sm.
- Dendrobium labuanum Lindl.
- Dendrobium laceratum Schltr.
- Dendrobium laciniosum Ridl.
- Dendrobium lacteum Kraenzl.
- Dendrobium laevifolium Stapf
- Dendrobium lagarum Seidenf.
- Dendrobium lageniforme J.J.Sm.
- Dendrobium lagorum P.Royen
- Dendrobium lambii J.J.Wood
- Dendrobium lamellatum (Blume) Lindl.
- Dendrobium lamelluliferum J.J.Sm.
- Dendrobium lamii J.J.Sm.
- Dendrobium lampongense J.J.Sm.
- Dendrobium lamprocaulon Schltr.
- Dendrobium lamproglossum Schltr.
- Dendrobium lamrianum C.L.Chan
- Dendrobium lamyaiae Seidenf.
- Dendrobium lanceolatum Gaudich.
- Dendrobium lancifolium A.Rich.
- Dendrobium lancilabium J.J.Sm.
- Dendrobium lancilobum J.J.Wood
- Dendrobium langbianense Gagnep.
- Dendrobium lankaviense Ridl.
- Dendrobium lanuginosum Ormerod
- Dendrobium lasianthera J.J.Sm.
- Dendrobium lasioglossum Rchb.f.
- Dendrobium latelabellatum Gilli
- Dendrobium laterale L.O.Williams
- Dendrobium latifrons J.J.Sm.
- Dendrobium latoureoides (Schltr.) J.J.Sm.
- Dendrobium laurensii J.J.Sm.
- Dendrobium laurifolium (Kraenzl.) J.J.Sm.
- Dendrobium lawesii F.Muell.
- Dendrobium lawiense J.J.Sm.
- Dendrobium laxiflorum J.J.Sm.
- Dendrobium ledifolium J.J.Sm.
- Dendrobium leeanum O'Brien
- Dendrobium legareiense J.J.Sm.
- Dendrobium leonis (Lindl.) Rchb.f.
- Dendrobium leontoglossum (Ridl.) Schltr.
- Dendrobium lepidochilum Kraenzl.
- Dendrobium leporinum J.J.Sm.
- Dendrobium leptocladum Hayata
- Dendrobium leptophyton Schuit. & de Vogel
- Dendrobium leucochlorum Rchb.f.
- Dendrobium leucocyanum T.M.Reeve
- Dendrobium leucohybos Schltr.
- Dendrobium levatii Kraenzl.
- Dendrobium lewisiae Schuit. & de Vogel
- Dendrobium leytense Ames
- Dendrobium lichenastrum (F.Muell.) Rolfe
- Dendrobium limii J.J.Wood
- Dendrobium limpidum Schuit. & de Vogel
- Dendrobium linawianum Rchb.f.
- Dendrobium lindleyi Steud.
- Dendrobium lineale Rolfe
- Dendrobium linearifolium Teijsm. & Binn.
- Dendrobium linguella Rchb.f.
- Dendrobium linguiforme Sw.
- Dendrobium lithocola D.L.Jones & M.A.Clem.
- Dendrobium litorale Schltr.
- Dendrobium lituiflorum Lindl.
- Dendrobium lobatum (Blume) Miq.
- Dendrobium lobbii Teijsm. & Binn.
- Dendrobium lobulatum Rolfe ex J.J.Sm.
- Dendrobium loddigesii Rolfe
- Dendrobium loesenerianum Schltr.
- Dendrobium lohanense J.J.Wood
- Dendrobium loherianum Kraenzl.
- Dendrobium lohohense Tang & F.T.Wang
- Dendrobium lohokii J.J.Wood & A.L.Lamb
- Dendrobium lomatochilum Seidenf.
- Dendrobium lonchigerum Schltr.
- Dendrobium longicaule J.J.Sm.
- Dendrobium longicolle Lindl.
- Dendrobium longicornu Lindl.
- Dendrobium longipes Hook.f.
- Dendrobium longiramense J.J.Wood & P.O'Byrne
- Dendrobium longirepens Ames & C.Schweinf.
- Dendrobium longissimum Schltr.
- Dendrobium lowii Lindl.
- Dendrobium lubbersianum Rchb.f.
- Dendrobium lucens Rchb.f.
- Dendrobium lueckelianum Fessel & M.Wolff
- Dendrobium lumakuense J.J.Wood
- Dendrobium lunatum Lindl.
- Dendrobium luteolum Bateman
- Dendrobium luxurians J.J.Sm.
- Dendrobium luzonense Lindl.
- Dendrobium maccarthiae Thwaites
- Dendrobium macfarlanei F.Muell.
- Dendrobium macraei Lindl.
- Dendrobium macranthum A.Rich.
- Dendrobium macraporum J.J.Sm.
- Dendrobium macrifolium J.J.Sm.
- Dendrobium macrogenion Schltr.
- Dendrobium macrolobum J.J.Sm.
- Dendrobium macrophyllum A.Rich.
- Dendrobium macropodum Hook.f.
- Dendrobium macropus (Endl.) Rchb.f. ex Lindl.
- Dendrobium macrostachyum Lindl.
- Dendrobium macrostigma J.J.Sm.
- Dendrobium maculosum J.J.Sm.
- Dendrobium magistratus P.J.Cribb
- Dendrobium magnilabre (P.J.Cribb & B.A.Lewis) Schuit. & Peter B.Adams
- Dendrobium maidenianum Schltr.
- Dendrobium maierae J.J.Sm.
- Dendrobium malacanthum Kraenzl.
- Dendrobium malbrownii Dockrill
- Dendrobium maleolens Kraenzl.
- Dendrobium maliliense J.J.Sm.
- Dendrobium maluense (Schltr.) J.J.Sm.
- Dendrobium malvicolor Ridl.
- Dendrobium mamberamense J.J.Sm.
- Dendrobium mannii Ridl.
- Dendrobium maraiparense J.J.Wood & C.L.Chan
- Dendrobium margaretiae T.M.Reeve
- Dendrobium mariae Schuit. & Peter B.Adams
- Dendrobium marmoratum Rchb.f.
- Dendrobium masarangense Schltr.
- Dendrobium masonii Rupp
- Dendrobium mastersianum F.Muell. & Kraenzl.
- Dendrobium mayandyi T.M.Reeve & Renz
- Dendrobium megaceras Hook.f.
- Dendrobium megalanthum Schltr.
- Dendrobium meghalayense Y.Kumar & S.Chowdhury
- Dendrobium mekynosepalum Schltr.
- Dendrobium melanostictum Schltr.
- Dendrobium melanotrichum Schltr.
- Dendrobium melinanthum Schltr.
- Dendrobium meliodorum Schltr.
- Dendrobium mellicolor J.J.Sm.
- Dendrobium merrillii Ames
- Dendrobium metachilinum Rchb.f.
- Dendrobium metrium Kraenzl.
- Dendrobium micholitzii Rolfe ex Ames
- Dendrobium microbulbon A.Rich.
- Dendrobium microglaphys Rchb.f.
- Dendrobium micronephelium J.J.Sm.
- Dendrobium microphyton L.O.Williams
- Dendrobium milaniae Fessel & Lückel
- Dendrobium militare P.J.Cribb
- Dendrobium millarae A.D.Hawkes
- Dendrobium mimicum (Ormerod) Schuit. & Peter B.Adams
- Dendrobium mindanaense Ames
- Dendrobium minimiflorum Gilli
- Dendrobium minimum Ames & C.Schweinf.
- Dendrobium minjemense Schltr.
- Dendrobium minutiflorum Kraenzl.
- Dendrobium mirandum Schltr.
- Dendrobium mirbelianum Gaudich.
- Dendrobium mischobulbum Schltr.
- Dendrobium miserum Rchb.f.
- Dendrobium miyasakii Ames & Quisumb.
- Dendrobium modestissimum Kraenzl.
- Dendrobium modestum Rchb.f.
- Dendrobium mohlianum Rchb.f.
- Dendrobium molle J.J.Sm.
- Dendrobium moniliforme (L.) Sw.
- Dendrobium monophyllum F.Muell.
- Dendrobium montanum J.J.Sm.
- Dendrobium montedeakinense F.M.Bailey
- Dendrobium monticola P.F.Hunt & Summerh.
- Dendrobium montis-hosei J.J.Wood
- Dendrobium montis-sellae Kraenzl.
- Dendrobium montis-yulei Kraenzl.
- Dendrobium mooreanum Lindl.
- Dendrobium moorei F.Muell.
- Dendrobium moquetteanum J.J.Sm.
- Dendrobium morotaiense J.J.Sm.
- Dendrobium morrisonii Schltr.
- Dendrobium mortii F.Muell.
- Dendrobium moschatum (Buch.-Ham.) Sw.
- Dendrobium mucronatum Seidenf.
- Dendrobium mucrovaginatum Metusala & J.J.Wood
- Dendrobium mulderi Schuit. & de Vogel
- Dendrobium multifolium Schltr.
- Dendrobium multilineatum Kerr
- Dendrobium multiramosum Ames
- Dendrobium multistriatum J.J.Sm.
- Dendrobium muluense J.J.Wood
- Dendrobium munificum (Finet) Schltr.
- Dendrobium muricatum Finet
- Dendrobium mussauense Ormerod
- Dendrobium mutabile (Blume) Lindl.
- Dendrobium mystroglossum Schltr.
- Dendrobium nabawanense J.J.Wood & A.L.Lamb
- Dendrobium nakaharae Schltr.
- Dendrobium nanarauticola Fukuy.
- Dendrobium nanocompactum Seidenf.
- Dendrobium nanum Hook.f.
- Dendrobium nardoides Schltr.
- Dendrobium nareshbahadurii H.B.Naithani
- Dendrobium nathanielis Rchb.f.
- Dendrobium nativitatis Ridl.
- Dendrobium navicula Kraenzl.
- Dendrobium nazaretii (P.O'Byrne & J.J.Verm.) Schuit. & Peter B.Adams
- Dendrobium nebularum Schltr.
- Dendrobium neglectum Gagnep.
- Dendrobium nemorale L.O.Williams
- Dendrobium neoguineense A.D.Hawkes & A.H.Heller
- Dendrobium nephrolepidis Schltr.
- Dendrobium neuroglossum Schltr.
- Dendrobium ngoyense Schltr.
- Dendrobium nieuwenhuisii J.J.Sm.
- Dendrobium nigricans Schltr.
- Dendrobium nimium J.J.Sm.
- Dendrobium nindii W.Hill
- Dendrobium nitidicolle J.J.Sm.
- Dendrobium nitidissimum Rchb.f.
- Dendrobium niveobarbatum Cootes
- Dendrobium niveopurpureum J.J.Sm.
- Dendrobium njongense Schltr.
- Dendrobium nobile Lindl.
- Dendrobium nodosum Dalzell
- Dendrobium noesae J.J.Sm.
- Dendrobium nothofageti (M.A.Clem. & D.L.Jones) Schuit. & de Vogel
- Dendrobium nothofagicola T.M.Reeve
- Dendrobium nubigenum Schltr.
- Dendrobium nudum (Blume) Lindl.
- Dendrobium nugentii (F.M.Bailey) D.L.Jones & M.A.Clem.
- Dendrobium numaldeorii C.Deori, Hynn. & Phukan
- Dendrobium nummularia Schltr.
- Dendrobium nycteridoglossum Rchb.f.
- Dendrobium obcordatum J.J.Sm.
- Dendrobium obliquum Schltr.
- Dendrobium oblongimentum Hosok. & Fukuy.
- Dendrobium obovatum Schltr.
- Dendrobium obreniforme Schuit. & Peter B.Adams
- Dendrobium obrienianum Kraenzl.
- Dendrobium obscureauriculatum Gilli
- Dendrobium obtusum Schltr.
- Dendrobium obyrnei (W.K.Harris) Schuit. & de Vogel
- Dendrobium ochraceum De Wild.
- Dendrobium ochranthum Schltr.
- Dendrobium ochreatum Lindl.
- Dendrobium ochroleucum Teijsm. & Binn.
- Dendrobium ochthochilum P.O'Byrne & J.J.Verm.
- Dendrobium odoardi Kraenzl.
- Dendrobium odontopus Schltr.
- Dendrobium odoratum Schltr.
- Dendrobium okabeanum Tuyama
- Dendrobium okinawense Hatus. & Ida
- Dendrobium oliganthum Schltr.
- Dendrobium oligophyllum Gagnep.
- Dendrobium olivaceum J.J.Sm.
- Dendrobium omissum Schuit. & Peter B.Adams
- Dendrobium opacifolium J.J.Sm.
- Dendrobium opilionites Schltr.
- Dendrobium oppositifolium (Kraenzl.) N.Hallé
- Dendrobium optimuspatruus P.O'Byrne & J.J.Verm.
- Dendrobium orbilobulatum Fessel & Lückel
- Dendrobium ordinatum J.J.Sm.
- Dendrobium oreodoxa Schltr.
- Dendrobium orientale J.J.Sm.
- Dendrobium ornithoflorum Ames
- Dendrobium osmophytopsis Kraenzl.
- Dendrobium ostrinum J.J.Sm.
- Dendrobium otaguroanum A.D.Hawkes
- Dendrobium ou-hinnae Schltr.
- Dendrobium ovatifolium Ridl.
- Dendrobium ovatipetalum J.J.Sm.
- Dendrobium ovatum (L.) Kraenzl.
- Dendrobium ovipostoriferum J.J.Sm.
- Dendrobium oxychilum Schltr.
- Dendrobium paathii J.J.Sm.
- Dendrobium pachyanthum Schltr.
- Dendrobium pachyglossum C.S.P.Parish & Rchb.f.
- Dendrobium pachyphyllum (Kuntze) Bakh.f.
- Dendrobium pachystele Schltr.
- Dendrobium pachythrix T.M.Reeve & P.Woods
- Dendrobium padangense Schltr.
- Dendrobium paitanense J.J.Wood
- Dendrobium palawense Schltr.
- Dendrobium palpebrae Lindl.
- Dendrobium pandaneti Ridl.
- Dendrobium panduratum Lindl.
- Dendrobium panduriferum Hook.f.
- Dendrobium pangunaense (Ormerod) Schuit. & Peter B.Adams
- Dendrobium pantherinum Schltr.
- Dendrobium papilio Loher
- Dendrobium papillilabium J.J.Sm.
- Dendrobium papuanum J.J.Sm.
- Dendrobium papyraceum J.J.Sm.
- Dendrobium paradoxum Teijsm. & Binn.
- Dendrobium paragnomus Ormerod
- Dendrobium parciflorum Rchb.f. ex Lindl.
- Dendrobium parcum Rchb.f.
- Dendrobium pardalinum Rchb.f.
- Dendrobium parietiforme J.J.Sm.
- Dendrobium parishii H.Low
- Dendrobium parnatanum Cavestro
- Dendrobium parthenium Rchb.f.
- Dendrobium parvifolium J.J.Sm.
- Dendrobium parvilobum Schltr.
- Dendrobium parvulum Rolfe
- Dendrobium paspalifolium J.J.Sm.
- Dendrobium patentifiliforme Hosok.
- Dendrobium patentilobum Ames & C.Schweinf.
- Dendrobium patentissimum J.J.Sm.
- Dendrobium patulum Schltr.
- Dendrobium paucilaciniatum J.J.Sm.
- Dendrobium pectinatum Finet
- Dendrobium peculiare J.J.Sm.
- Dendrobium pedicellatum J.J.Sm.
- Dendrobium pedilochilum Schltr.
- Dendrobium peguanum Lindl.
- Dendrobium pemae Schltr.
- Dendrobium pendulum Roxb.
- Dendrobium pensile Ridl.
- Dendrobium pentanema Schltr.
- Dendrobium pentapterum Schltr.
- Dendrobium percnanthum Rchb.f.
- Dendrobium pergracile Ames
- Dendrobium perlongum Schltr.
- Dendrobium perpaulum Seidenf.
- Dendrobium perulatum Gagnep.
- Dendrobium petiolatum Schltr.
- Dendrobium petrophilum (Kraenzl.) Garay ex N.Hallé
- Dendrobium phaeanthum Schltr.
- Dendrobium phalaenopsis Fitzg.
- Dendrobium phalangillum J.J.Sm.
- Dendrobium phalangium Schltr.
- Dendrobium philippinense Ames
- Dendrobium phillipsii Ames & Quisumb.
- Dendrobium phragmitoides Schltr.
- Dendrobium phuketense Schuit. & Peter B.Adams
- Dendrobium pictum Lindl.
- Dendrobium piestocaulon Schltr.
- Dendrobium pililobum J.J.Sm.
- Dendrobium pinifolium Ridl.
- Dendrobium piranha C.L.Chan & P.J.Cribb
- Dendrobium planibulbe Lindl.
- Dendrobium planicaule Ridl.
- Dendrobium planum J.J.Sm.
- Dendrobium platybasis Ridl.
- Dendrobium platycaulon Rolfe
- Dendrobium platyclinoides J.J.Sm.
- Dendrobium platygastrium Rchb.f.
- Dendrobium platylobum (Schltr.) J.J.Sm.
- Dendrobium pleasancium P.O'Byrne & J.J.Verm.
- Dendrobium plebejum J.J.Sm.
- Dendrobium pleianthum Schltr.
- Dendrobium pleiostachyum Rchb.f.
- Dendrobium pleurodes Schltr.
- Dendrobium plicatile Lindl.
- Dendrobium plumilobum J.J.Sm.
- Dendrobium podocarpifolium Schltr.
- Dendrobium podochiloides Schltr.
- Dendrobium pogonantherum J.J.Sm.
- Dendrobium pogoniates Rchb.f.
- Dendrobium pohnpeiense Schuit. & Peter B.Adams
- Dendrobium poissonianum Schltr.
- Dendrobium polyanthum Wall. ex Lindl.
- Dendrobium polycladium Rchb.f.
- Dendrobium polyphyllum Schltr.
- Dendrobium polyschistum Schltr.
- Dendrobium polysema Schltr.
- Dendrobium polytrichum Ames
- Dendrobium ponapense Schltr.
- Dendrobium poneroides Schltr.
- Dendrobium porphyrochilum Lindl.
- Dendrobium potamophila Schltr.
- Dendrobium praecinctum Rchb.f.
- Dendrobium praemorsum Schuit. & de Vogel
- Dendrobium praetermissum Seidenf.
- Dendrobium prasinum Lindl.
- Dendrobium prianganense J.J.Wood & J.B.Comber
- Dendrobium procerum Schltr.
- Dendrobium procumbens Carr
- Dendrobium profusum Rchb.f.
- Dendrobium prostheciglossum Schltr.
- Dendrobium prostratum Ridl.
- Dendrobium proteranthum Seidenf.
- Dendrobium protractum Dauncey
- Dendrobium pruinosum Teijsm. & Binn.
- Dendrobium pseudoaloifolium J.J.Wood
- Dendrobium pseudoaprinum J.J.Sm.
- Dendrobium pseudocalceolum J.J.Sm.
- Dendrobium pseudoclavator J.J.Wood
- Dendrobium pseudoconanthum J.J.Sm.
- Dendrobium pseudoconvexum Ames
- Dendrobium pseudoequitans Fessel & Lückel
- Dendrobium pseudoglomeratum T.M.Reeve & J.J.Wood
- Dendrobium pseudointricatum Guillaumin
- Dendrobium pseudokurashigei J.J.Wood
- Dendrobium pseudolamellatum J.J.Wood & A.L.Lamb
- Dendrobium pseudopeloricum J.J.Sm.
- Dendrobium pseudorarum Dauncey
- Dendrobium pseudostriatellum J.J.Wood & P.O'Byrne
- Dendrobium pseudotenellum Guillaumin
- Dendrobium pterocarpum Ames
- Dendrobium puberulilingue J.J.Sm.
- Dendrobium pugioniforme A.Cunn. ex Lindl.
- Dendrobium pulchellum Roxb. ex Lindl.
- Dendrobium pulleanum J.J.Sm.
- Dendrobium pullenianum Ormerod
- Dendrobium pulvilliferum Schltr.
- Dendrobium pulvinatum Schltr.
- Dendrobium punamense Schltr.
- Dendrobium punbatuense J.J.Wood
- Dendrobium puncticulosum J.J.Sm.
- Dendrobium puniceum Ridl.
- Dendrobium purpureiflorum J.J.Sm.
- Dendrobium purpureostelidium Ames
- Dendrobium purpureum Roxb.
- Dendrobium putnamii A.D.Hawkes & A.H.Heller
- Dendrobium pycnostachyum Lindl.
- Dendrobium quadriferum Schltr.
- Dendrobium quadrilobatum Carr
- Dendrobium quadrilobum Rolfe
- Dendrobium quadriquetrum J.J.Sm.
- Dendrobium quinquecallosum J.J.Sm.
- Dendrobium quinquecaudatum J.J.Sm.
- Dendrobium quinquedentatum J.J.Sm.
- Dendrobium quinquelobatum Schltr.
- Dendrobium quinquelobum (Schltr.) J.J.Sm.
- Dendrobium quisumbingii A.D.Hawkes & A.H.Heller
- Dendrobium racemosum (Nicholls) Clemesha & Dockrill
- Dendrobium rachmatii J.J.Sm.
- Dendrobium racieanum Cavestro
- Dendrobium radians Rchb.f.
- Dendrobium radicosum Ridl.
- Dendrobium ramificans J.J.Sm.
- Dendrobium ramosii Ames
- Dendrobium rantii J.J.Sm.
- Dendrobium rappardii J.J.Sm.
- Dendrobium rariflorum J.J.Sm.
- Dendrobium rarum Schltr.
- Dendrobium ravanii Cootes
- Dendrobium rechingerorum Schltr.
- Dendrobium reconditum Schuit. & Peter B.Adams
- Dendrobium recurvatum (Blume) J.J.Sm.
- Dendrobium recurvifolium J.J.Sm.
- Dendrobium recurvilabre J.J.Sm.
- Dendrobium reflexibarbatulum J.J.Sm.
- Dendrobium reflexitepalum J.J.Sm.
- Dendrobium reflexum Schuit. & de Vogel
- Dendrobium refractum Teijsm. & Binn.
- Dendrobium regale Schltr.
- Dendrobium reginanivis P.O'Byrne & J.J.Verm.
- Dendrobium regium Prain
- Dendrobium reineckei Schltr.
- Dendrobium remotisepalum J.J.Sm.
- Dendrobium reniforme J.J.Sm.
- Dendrobium rennellii P.J.Cribb
- Dendrobium repandum Schuit. & de Vogel
- Dendrobium revolutum Lindl.
- Dendrobium rhabdoglossum Schltr.
- Dendrobium rhipidolobum Schltr.
- Dendrobium rhodobalion Schltr.
- Dendrobium rhodocentrum Rchb.f.
- Dendrobium rhodochilum (Ferreras & Cootes) Schuit. & Peter B.Adams
- Dendrobium rhodostele Ridl.
- Dendrobium rhodostictum F.Muell. & Kraenzl.
- Dendrobium rhombeum Lindl.
- Dendrobium rhombopetalum Kraenzl.
- Dendrobium rhytidothece Schltr.
- Dendrobium rickscottianum P.O'Byrne & J.J.Verm.
- Dendrobium ridleyanum Schltr.
- Dendrobium rigidifolium Rolfe
- Dendrobium rigidum R.Br.
- Dendrobium rindjaniense J.J.Sm.
- Dendrobium riparium J.J.Sm.
- Dendrobium ritaeanum King & Pantl.
- Dendrobium roseatum Ridl.
- Dendrobium roseicolor A.D.Hawkes & A.H.Heller
- Dendrobium roseiodorum Sathap., T.Yukawa & Seelanan
- Dendrobium roseipes Schltr.
- Dendrobium rosellum Ridl.
- Dendrobium roseoflavidum Schltr.
- Dendrobium roseonervatum Schltr.
- Dendrobium roseosparsum P.O'Byrne & J.J.Verm.
- Dendrobium roseostriatum Ridl.
- Dendrobium roslii P.O'Byrne
- Dendrobium rotundatum (Lindl.) Hook.f.
- Dendrobium rubropictum Schltr.
- Dendrobium ruckeri Lindl.
- Dendrobium ruginosum Ames
- Dendrobium rugosum (Blume) Lindl.
- Dendrobium rugulosum J.J.Sm.
- Dendrobium rumphiae Rchb.f.
- Dendrobium rupestre J.J.Sm.
- Dendrobium rupicola Ridl.
- Dendrobium rutriferum Rchb.f.
- Dendrobium ruttenii J.J.Sm.
- Dendrobium sabahense J.J.Wood
- Dendrobium sacculiferum J.J.Sm.
- Dendrobium sagittatum J.J.Sm.
- Dendrobium salaccense (Blume) Lindl.
- Dendrobium salicifolium J.J.Sm.
- Dendrobium salomonense Schltr.
- Dendrobium sambasanum J.J.Sm.
- Dendrobium samoense P.J.Cribb
- Dendrobium sancristobalense P.J.Cribb
- Dendrobium sanderae Rolfe
- Dendrobium sandsii J.J.Wood & C.L.Chan
- Dendrobium sanguinolentum Lindl.
- Dendrobium sarawakense Merr.
- Dendrobium sarcochilus Finet
- Dendrobium sarcodes Schltr.
- Dendrobium sarcophyllum Schltr.
- Dendrobium sarmentosum Rolfe
- Dendrobium savannicola Schltr.
- Dendrobium sayeri Schltr.
- Dendrobium scabrifolium Ridl.
- Dendrobium scabrilingue Lindl.
- Dendrobium schinzii Rolfe
- Dendrobium schistoglossum Schltr.
- Dendrobium schneiderae F.M.Bailey
- Dendrobium schoeninum Lindl.
- Dendrobium schouteniense J.J.Sm.
- Dendrobium schrautii Schildh.
- Dendrobium schuetzei Rolfe
- Dendrobium schulleri J.J.Sm.
- Dendrobium schwartzkopfianum Kraenzl.
- Dendrobium schweinfurthianum A.D.Hawkes & A.H.Heller
- Dendrobium scirpoides Schltr.
- Dendrobium scopa Lindl.
- Dendrobium scopula Schltr.
- Dendrobium scoriarum W.W.Sm.
- Dendrobium scotiiforme J.J.Sm.
- Dendrobium sculptum Rchb.f.
- Dendrobium secundum (Blume) Lindl. ex Wall.
- Dendrobium sematoglossum Schltr.
- Dendrobium senile C.S.P.Parish & Rchb.f.
- Dendrobium sepikanum Schltr.
- Dendrobium septemcostulatum J.J.Sm.
- Dendrobium seranicum J.J.Sm.
- Dendrobium serena-alexianum J.J.Wood & A.L.Lamb
- Dendrobium serratilabium L.O.Williams
- Dendrobium serratipetalum Schltr.
- Dendrobium setifolium Ridl.
- Dendrobium setosum Schltr.
- Dendrobium shearmanii Schuit. & de Vogel
- Dendrobium shiraishii T.Yukawa & M.Nishida
- Dendrobium shixingense Z.L.Chen, S.J.Zeng & J.Duan
- Dendrobium shompenii B.K.Sinha & P.S.N.Rao
- Dendrobium siberutense J.J.Sm.
- Dendrobium sibilense Ormerod
- Dendrobium sibuyanense Lubag-Arquiza, Naranja, Baldos & Sacdalan
- Dendrobium sidikalangense Dauncey
- Dendrobium signatum Rchb.f.
- Dendrobium simondii Gagnep.
- Dendrobium simplex J.J.Sm.
- Dendrobium simplicicaule J.J.Sm.
- Dendrobium sinense Tang & F.T.Wang
- Dendrobium singaporense A.D.Hawkes & A.H.Heller
- Dendrobium singkawangense J.J.Sm.
- Dendrobium singulare Ames & C.Schweinf.
- Dendrobium sinominutiflorum S.C.Chen, J.J.Wood & H.P.Wood
- Dendrobium sinsuronense J.J.Wood
- Dendrobium sinuosum Ames
- Dendrobium sirophyton Schuit. & de Vogel
- Dendrobium sitanalae J.J.Sm.
- Dendrobium sladei J.J.Wood & P.J.Cribb
- Dendrobium sleumeri Ormerod
- Dendrobium smillieae F.Muell.
- Dendrobium smithianum Schltr.
- Dendrobium solomonense (Carr) Schuit. & Peter B.Adams
- Dendrobium somae Hayata
- Dendrobium soriense Howcroft
- Dendrobium sororium Schltr.
- Dendrobium spatella Rchb.f.
- Dendrobium spathilabium Ames & C.Schweinf.
- Dendrobium spathilingue J.J.Sm.
- Dendrobium spathipetalum J.J.Sm.
- Dendrobium spathulatum L.O.Williams
- Dendrobium speciosum Sm.
- Dendrobium speckmaieri Fessel & Lückel
- Dendrobium spectabile (Blume) Miq.
- Dendrobium spectatissimum Rchb.f.
- Dendrobium speculum J.J.Sm.
- Dendrobium spenceanum Ormerod
- Dendrobium sphenochilum F.Muell. & Kraenzl.
- Dendrobium spinuliferum Ormerod
- Dendrobium spurium (Blume) J.J.Sm.
- Dendrobium steatoglossum Rchb.f.
- Dendrobium steinii J.J.Sm.
- Dendrobium stelidiiferum J.J.Sm.
- Dendrobium stella-silvae (Loher & Kraenzl.) Ames
- Dendrobium stellare Dauncey
- Dendrobium stelliferum J.J.Sm.
- Dendrobium stenocentrum Schltr.
- Dendrobium stenoglossum Gagnep.
- Dendrobium stenophyllum Schltr.
- Dendrobium stenophytoides (P.O'Byrne & J.J.Verm.) Schuit. & Peter B.Adams
- Dendrobium stenophyton Schltr.
- Dendrobium stictanthum Schltr.
- Dendrobium stipiticola Ormerod
- Dendrobium stockeri T.Yukawa
- Dendrobium stolleanum Schltr.
- Dendrobium stratiotes Rchb.f.
- Dendrobium straussianum Schltr.
- Dendrobium strebloceras Rchb.f.
- Dendrobium strepsiceros J.J.Sm.
- Dendrobium striaenopsis M.A.Clem. & D.L.Jones
- Dendrobium striatellum Carr
- Dendrobium striatiflorum J.J.Sm.
- Dendrobium stricticalcarum W.Suarez & Cootes
- Dendrobium striolatum Rchb.f.
- Dendrobium strongylanthum Rchb.f.
- Dendrobium strongyloflorum J.J.Wood
- Dendrobium stuposum Lindl.
- Dendrobium subacaule Reinw. ex Lindl.
- Dendrobium subbilobatum Schltr.
- Dendrobium subclausum Rolfe
- Dendrobium subelobatum J.J.Sm.
- Dendrobium subfalcatum J.J.Sm.
- Dendrobium subflavidum Ridl.
- Dendrobium subintegrum (P.J.Cribb & B.A.Lewis) Schuit. & Peter B.Adams
- Dendrobium sublobatum J.J.Sm.
- Dendrobium subpandifolium J.J.Sm.
- Dendrobium subpetiolatum Schltr.
- Dendrobium subquadratum J.J.Sm.
- Dendrobium subradiatum J.J.Sm.
- Dendrobium subretusum J.J.Sm.
- Dendrobium subserratum Schltr.
- Dendrobium subtricostatum J.J.Sm.
- Dendrobium subulatoides Schltr.
- Dendrobium subulatum (Blume) Lindl.
- Dendrobium subuliferum J.J.Sm.
- Dendrobium sulcatum Lindl.
- Dendrobium sulphureum Schltr.
- Dendrobium sumatranum A.D.Hawkes & A.H.Heller
- Dendrobium summerhayesianum A.D.Hawkes & A.H.Heller
- Dendrobium superans J.J.Sm.
- Dendrobium sutepense Rolfe ex Downie
- Dendrobium sutiknoi P.O'Byrne
- Dendrobium suzukii T.Yukawa
- Dendrobium swartzii A.D.Hawkes & A.H.Heller
- Dendrobium sylvanum Rchb.f.
- Dendrobium takadui (Schltr.) J.J.Sm.
- Dendrobium tampangii P.O'Byrne
- Dendrobium tangerinum P.J.Cribb
- Dendrobium tapiniense T.M.Reeve
- Dendrobium taurinum Lindl.
- Dendrobium taurulinum J.J.Sm.
- Dendrobium taveuniense Dauncey & P.J.Cribb
- Dendrobium tawauense J.J.Wood
- Dendrobium taylorii (F.Muell.) F.M.Bailey
- Dendrobium teloense J.J.Sm.
- Dendrobium tenellum (Blume) Lindl.
- Dendrobium tentaculatum Schltr.
- Dendrobium tenue J.J.Sm.
- Dendrobium tenuicaule Hook.f.
- Dendrobium teretifolium R.Br.
- Dendrobium terminale C.S.P.Parish & Rchb.f.
- Dendrobium terrestre J.J.Sm.
- Dendrobium tetrabrachium J.J.Wood
- Dendrobium tetrachromum Rchb.f.
- Dendrobium tetraedre (Blume) Lindl.
- Dendrobium tetragonum A.Cunn. ex Lindl.
- Dendrobium tetralobatum (P.O'Byrne & J.J.Verm.) Schuit. & Peter B.Adams
- Dendrobium tetralobum Schltr.
- Dendrobium textile J.J.Sm.
- Dendrobium thyrsiflorum B.S.Williams
- Dendrobium thyrsodes Rchb.f.
- Dendrobium thysanophorum Schltr.
- Dendrobium tiongii Cootes
- Dendrobium tipula J.J.Sm.
- Dendrobium tipuliferum Rchb.f.
- Dendrobium tobaense J.J.Wood & J.B.Comber
- Dendrobium tokai Rchb.f.
- Dendrobium tomaniense J.J.Wood
- Dendrobium toppiorum A.L.Lamb & J.J.Wood
- Dendrobium torajaense P.O'Byrne
- Dendrobium toressae (F.M.Bailey) Dockrill
- Dendrobium torquisepalum Kraenzl.
- Dendrobium torricellense Schltr.
- Dendrobium tortile Lindl.
- Dendrobium tortitepalum J.J.Sm.
- Dendrobium toxopei J.J.Sm.
- Dendrobium tozerense Lavarack
- Dendrobium trachythece Schltr.
- Dendrobium trankimianum T.Yukawa
- Dendrobium transparens Wall. ex Lindl.
- Dendrobium transtilliferum J.J.Sm.
- Dendrobium transversilobum J.J.Sm.
- Dendrobium trantuanii Perner & X.N.Dang
- Dendrobium treacherianum Rchb.f. ex Hook.f.
- Dendrobium treubii J.J.Sm.
- Dendrobium treutleri (Hook.f.) Schuit. & Peter B.Adams
- Dendrobium triangulum J.J.Sm.
- Dendrobium tricallosum Ames & C.Schweinf.
- Dendrobium trichosepalum Gilli
- Dendrobium trichostomum Rchb.f. ex Oliv.
- Dendrobium tricristatum Schuit. & Peter B.Adams
- Dendrobium tricuspe (Blume) Lindl.
- Dendrobium tridentatum Ames & C.Schweinf.
- Dendrobium tridentiferum Lindl.
- Dendrobium triflorum (Blume) Lindl.
- Dendrobium trifurcatum (Carr) Schuit. & Peter B.Adams
- Dendrobium trigonellodorum Kraenzl.
- Dendrobium trigonopus Rchb.f.
- Dendrobium trilamellatum J.J.Sm.
- Dendrobium trilobulatum Kores
- Dendrobium trinervium Ridl.
- Dendrobium triquetrum Ridl.
- Dendrobium triste Schltr.
- Dendrobium tropaeoliflorum Hook.f.
- Dendrobium tropidophorum Schltr.
- Dendrobium trullatum J.J.Wood & A.L.Lamb
- Dendrobium truncatum Lindl.
- Dendrobium truncicola Schltr.
- Dendrobium tsangianum (Ormerod) Schuit. & Peter B.Adams
- Dendrobium tsii Schuit. & Peter B.Adams
- Dendrobium tuberculatum J.J.Sm.
- Dendrobium tubiflorum J.J.Sm.
- Dendrobium tunense J.J.Sm.
- Dendrobium uliginosum J.J.Sm.
- Dendrobium umbellatum (Gaudich.) Rchb.f.
- Dendrobium umbonatum Seidenf.
- Dendrobium uncatum Lindl.
- Dendrobium uncipes J.J.Sm.
- Dendrobium undatialatum Schltr.
- Dendrobium unibulbe (Seidenf.) Schuit. & Peter B.Adams
- Dendrobium unicarinatum Kores
- Dendrobium unicorne Ames
- Dendrobium unicum Seidenf.
- Dendrobium uniflorum Griff.
- Dendrobium usterii Schltr.
- Dendrobium usterioides Ames
- Dendrobium ustulatum Carr
- Dendrobium utile J.J.Sm.
- Dendrobium vagabundum A.D.Hawkes & A.H.Heller
- Dendrobium vagans Schltr.
- Dendrobium validicolle J.J.Sm.
- Dendrobium vanderwateri Ridl.
- Dendrobium vandifolium Finet
- Dendrobium vandoides Schltr.
- Dendrobium vanhulstijnii J.J.Sm.
- Dendrobium vanilliodorum J.J.Sm.
- Dendrobium vanleeuwenii J.J.Sm.
- Dendrobium vannouhuysii J.J.Sm.
- Dendrobium vanuatuense Schuit. & Peter B.Adams
- Dendrobium velutinelabrum M.A.Clem. & Cootes
- Dendrobium ventricosum Kraenzl.
- Dendrobium ventrilabium J.J.Sm.
- Dendrobium venustum Teijsm. & Binn.
- Dendrobium vernicosum Schltr.
- Dendrobium verruciferum Rchb.f.
- Dendrobium verruciflorum Schltr.
- Dendrobium verruculosum Schltr.
- Dendrobium versicolor Cogn.
- Dendrobium versteegii J.J.Sm.
- Dendrobium vesiculosum M.A.Clem. & D.L.Jones
- Dendrobium vestigiiferum J.J.Sm.
- Dendrobium vexillarius J.J.Sm.
- Dendrobium victoriae-reginae Loher
- Dendrobium vietnamense Aver.
- Dendrobium villosulum Wall. ex Lindl.
- Dendrobium vinosum Schltr.
- Dendrobium violaceoflavens J.J.Sm.
- Dendrobium violaceominiatum Schltr.
- Dendrobium violaceopictum Schltr.
- Dendrobium violaceum Kraenzl.
- Dendrobium violascens J.J.Sm.
- Dendrobium virgineum Rchb.f.
- Dendrobium viridiflorum F.M.Bailey
- Dendrobium viriditepalum J.J.Sm.
- Dendrobium viridulum Ridl.
- Dendrobium virotii Guillaumin
- Dendrobium vitiense Rolfe
- Dendrobium vogelsangii P.O'Byrne
- Dendrobium vonroemeri J.J.Sm.
- Dendrobium wangliangii G.W.Hu, C.L.Long & X.H.Jin
- Dendrobium wardianum R.Warner
- Dendrobium wassellii S.T.Blake
- Dendrobium wattii (Hook.f.) Rchb.f.
- Dendrobium wekainense Ormerod
- Dendrobium wentianum J.J.Sm.
- Dendrobium wenzelii Ames
- Dendrobium whistleri P.J.Cribb
- Dendrobium wichersii Schltr.
- Dendrobium widjajanum Ormerod
- Dendrobium wightii A.D.Hawkes & A.H.Heller
- Dendrobium williamsianum Rchb.f.
- Dendrobium williamsonii Day & Rchb.f.
- Dendrobium wisselense P.J.Cribb
- Dendrobium wolterianum Schltr.
- Dendrobium woluense J.J.Sm.
- Dendrobium womersleyi T.M.Reeve
- Dendrobium woodsii P.J.Cribb
- Dendrobium wulaiense Howcroft
- Dendrobium xanthoacron Schltr.
- Dendrobium xanthocaulon Schltr.
- Dendrobium xanthogenium Schltr.
- Dendrobium xantholeucum Rchb.f.
- Dendrobium xanthomeson Schltr.
- Dendrobium xanthophlebium Lindl.
- Dendrobium xanthothece Schltr.
- Dendrobium xichouense S.J.Cheng & Z.Z.Tang
- Dendrobium xiphophyllum Schltr.
- Dendrobium xylophyllum Kraenzl.
- Dendrobium yeageri Ames & Quisumb.
- Dendrobium yongii J.J.Wood
- Dendrobium ypsilon Seidenf.
- Dendrobium zamboangense Ames
- Dendrobium zebrinum J.J.Sm.

Mieszańce
- Dendrobium × andersonianum F.M.Bailey
- Dendrobium × fleischeri J.J.Sm.
- Dendrobium × foederatum St.Cloud
- Dendrobium × gracillimum (Rupp) Leaney
- Dendrobium × grimesii C.T.White & Summerh.
- Dendrobium × pahangense Carr
- Dendrobium × primulardii Horridge
- Dendrobium × ruppiosum Clemesha
- Dendrobium × speciokingianum T.Lawr.
- Dendrobium × suffusum Cady
- Dendrobium × superbiens Rchb.f.
- Dendrobium × usitae T.Yukawa
- Dendrobium × vexabile Rchb.f.
- Dendrobium × vinicolor St.Cloud
- Dendrobium × von-paulsenianum A.D.Hawkes
- Dendrobium × yengiliense T.M.Reeve